# Alfa Romeo Giulia GT
Das zweitürige Coupé Alfa Romeo Giulia GT, das in der Öffentlichkeit vielfach als Alfa Bertone bekannt ist, ergänzte von 1963 bis 1975 die viertürige Limousine Alfa Romeo Giulia und gehört wie sie zur Baureihe Tipo 105. Der mit einer eigenständigen, von Bertone entworfenen Karosserie versehene GT war im Laufe der Jahre mit Motoren von 1,3 bis 2,0 Liter Hubraum erhältlich. Zur Differenzierung setzte Alfa Romeo scheinbar wahllos Zusatzbezeichnungen wie Sprint, Junior, Veloce oder GTV ein. Zu den GTs kamen die besonders sportlichen GTA-Versionen sowie das sehr seltene Cabriolet GTC hinzu. Der Alfa Bertone gilt als Stilikone, die den Mythos der Marke Alfa Romeo mitgeprägt hat. Alle Modelle der GT-Reihe sind mittlerweile begehrte Klassiker. Nicht zu dieser Baureihe gehört das Giulietta-Derivat Giulia Sprint (ohne Namenszusatz GT), das auf dem Vorgänger-Coupé der Baureihe Tipo 101 basiert und dessen Karosserie hat.

## Der Giulia GT im Überblick

### Entstehungsgeschichte

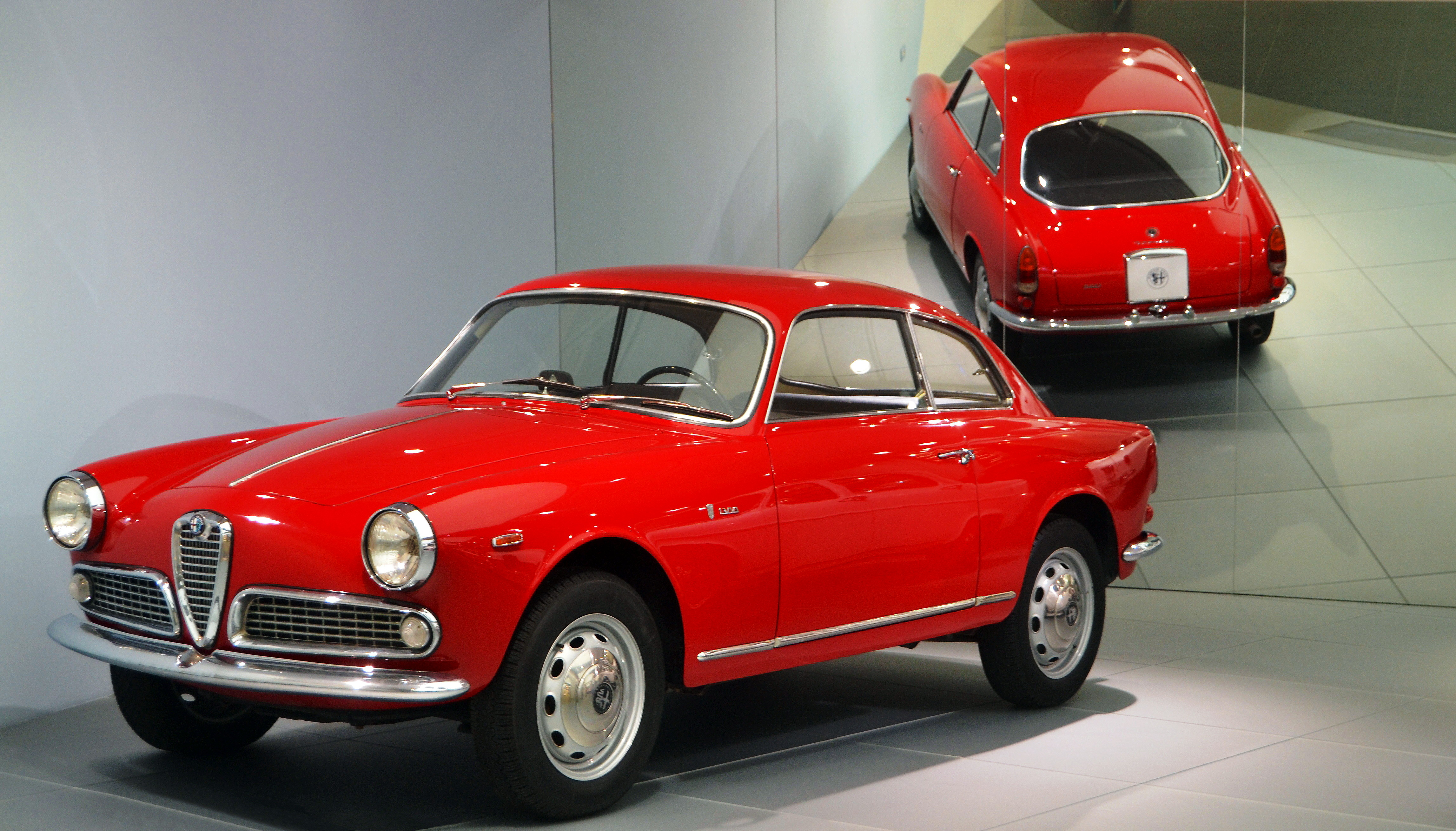
Vorgänger der GT-Reihe: Giulietta Sprint mit Scaglione-Karosserie (Tipo 101), ab 1963 als Giulia Sprint (ohne Zusatz „GT“) bezeichnet

Mit dem 1954 vorgestellten Giulietta (Tipo 750, ab 1959: Tipo 101) festigte das Mailänder Unternehmen Alfa Romeo seine Position in der Großserienherstellung, der es sich erst zu Beginn der 1950er-Jahre zugewandt hatte. Neben der viertürigen Giulietta Berlina gab es eine Reihe von Sonderversionen, darunter das von Franco Scaglione für Bertone gestaltete Coupé Giulietta Sprint.
1962 wurde der viertürige Giulietta durch die modernere Limousine Giulia (Tipo 105) ersetzt. Ein Coupé auf der Giulia-Bodengruppe erschien nicht zeitgleich. Stattdessen blieb zunächst das bisherige Coupé der Tipo-101-Reihe im Programm. Es erhielt den 1,6-Liter-TI-Motor der Giulia, blieb äußerlich aber unverändert. Dieses Übergangsmodell mit Giulietta-Karosserie und Giulia-Motor wurde ab 1962 als Giulia Sprint (ohne den Namenszusatz GT) vermarktet und blieb in dieser Form bis 1963 im Programm.
Das zweitürige Coupé auf der Giulia-Plattform debütierte dann im September 1963 auf der Frankfurter IAA. Das als Giulia Sprint GT bezeichnete Auto erhielt eine eigenständige Bertone-Karosserie. Mit seiner Einführung stellte Alfa Romeo die Produktion des (alten) Giulia Sprint mit dem 1,6-Liter-Motor ein. Der Bertone-GT war in den ersten drei Jahren nur mit dem 1,6-Liter-TI-Motor erhältlich. Die Abrundung nach unten übernahm der Giulia Sprint mit der alten Scaglione-Karosserie und dem bekannten 1,3-Liter-Motor, der nach einjähriger Pause wieder ins Programm aufgenommen wurde, sodass das alte und das neue Coupé vorübergehend parallel produziert wurden. Als 1966 auch die letzte Variante des alten Coupés eingestellt wurde, übertrug Alfa Romeo dessen 1,3-Liter-Motor auf den Bertone-GT. Das Giulia GT 1300 Junior genannte Auto war nun das neue Einsteigermodell. Schrittweise schob Alfa Romeo in den nächsten Jahren weitere Motorisierungen nach, die die Reihe nach oben (1,75 und 2,0 Liter) erweiterten, sodass aus dem Giulia GT im Laufe der Jahre eine eigene Modellfamilie wurde. Mit den beiden großen Motoren hob sich der GT von der Giulia Berlina ab, denn sie waren in der viertürigen Giulia nicht erhältlich; sie waren den beiden größeren Limousinen 1750 Berlina bzw. (ab 1971) 2000 Berlina vorbehalten. Kurzzeitig gab es mit dem GTC auch eine offene Version des Bertone-Entwurfs, sie konnte sich allerdings nicht etablieren. Ihre Rolle übernahm ab 1966 der wiederum eigenständige Alfa Romeo Spider mit Pininfarina-Karosserie. Eine Sonderstellung haben die GTA-Modelle, die unter der Leitung von Carlo Chiti von Autodelta aufgebaut wurden. Sie haben eine deutlich leichtere Karosserie und im Fall des 1300 GTA auch einen eigenständigen Motor. Nachfolger des Giulia GTV war der ebenfalls von Giugiaro gestaltete Alfetta GTV mit keilförmiger Karosserie, der 1974 debütierte und drei Jahre lang parallel zum Giulia GT produziert wurde.
Einige Hersteller kopierten das Konzept des Giulia GT in den 1960er-Jahren. Die Modelle Invader und Genie des walisischen Herstellers Gilbern orientierten sich auch stilistisch am Bertone-GT.

### Bedeutung für die Marke Alfa Romeo
Der Giulia GT war ein wichtiges Auto für Alfa Romeo. Er bot ein außerordentlich attraktives Design und sportliche Fahrleistungen zu einem vergleichsweise niedrigen Preis und prägte damit den Mythos der Marke wesentlich mit. Wegen seines Designs gilt der Wagen als Stilikone. Viele rückblickende Berichte zum Giulia GT spielen mit dem Bild vom bezahlbaren Traumwagen für junge Männer.

## Nomenklatur

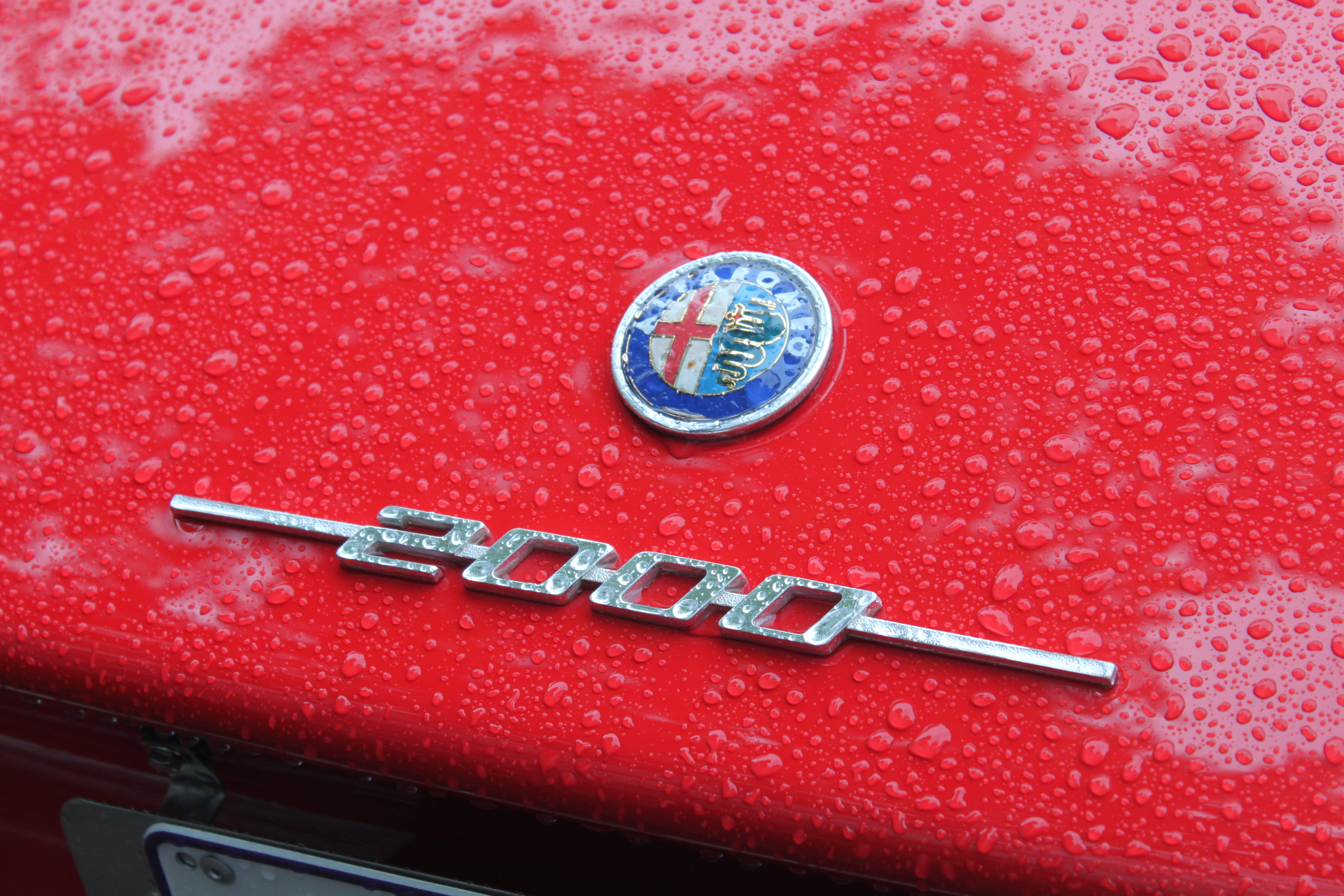
Ohne Giulia im Namenszug: Alfa Romeo 2000 GT Veloce

Mit dem Namen Giulia (deutsch: Julia), der auf den beim Vorgängermodell Tipo 101 verwendeten Namen Giulietta (deutsch etwa: Julchen) folgt, wollte Alfa Romeo zum Ausdruck bringen, dass die neue Tipo-105-Reihe im Vergleich zum Tipo 101 gleichsam erwachsen, das heißt weiterentwickelt oder perfektioniert war.
Innerhalb der Tipo-105-Coupés ist die Nomenklatur „verwirrend“ und folgt keiner einheitlichen Struktur. Die zuerst vorgestellte Version mit 1,6 Liter Hubraum (1963–1966) wie auch die kleinere 1,3-Liter-Version wurden als Giulia GT bezeichnet. Bei der 1,6-Liter-Version gab es anfänglich keinen ergänzenden Hinweis auf den Hubraum; ihr wurde stattdessen die Zusatzbezeichnung Sprint hinzugefügt, die später bei keiner anderen Ausführung der Tipo-105-Coupés mehr verwendet wurde. Bei der 1,3-Liter-Version des Giulia GT führte Alfa Romeo als Ergänzung vierstellige Zahlen ein, die den (gerundeten) Hubraum wiedergaben; in diesem Fall „1300“. Dieses System wurde bei allen weiteren Varianten der GT-Coupés (1600, 1750 und 2000) beibehalten, wobei speziell im Fall des 1750 der Zahlencode ungenau war. Die 1,3-Liter-Version des Giulia GT trug zusätzlich noch die Bezeichnung Junior, die Alfa Romeo bei der dritten 1,6-Liter-Variante (1972–1975) wieder aufgriff. Die zweite 1,6-Liter-Variante (1966–1968) hingegen erhielt den Zusatz Veloce (italienisch für schnell), die später auch die 1750- und 2000-Modelle übernahmen. Die bis 1967 produzierten Modelle schließlich wurden formal als Giulia geführt; ab 1968 entfiel für die Coupés der Name Giulia, sodass die einzelnen Varianten von nun an nur noch durch verschiedene Kombinationen aus Zahlenblöcken und Zusatzbegriffen bezeichnet wurden.
Ungeachtet dieser unübersichtlichen Bezeichnungen ist das Auto in der Öffentlichkeit vielfach nur als Alfa Bertone bekannt. Im deutschen Sprachraum ist es außerdem nicht unüblich, dieses Modell mit dem weiblichen Artikel als die Giulia zu bezeichnen.

## Karosserie und Technik

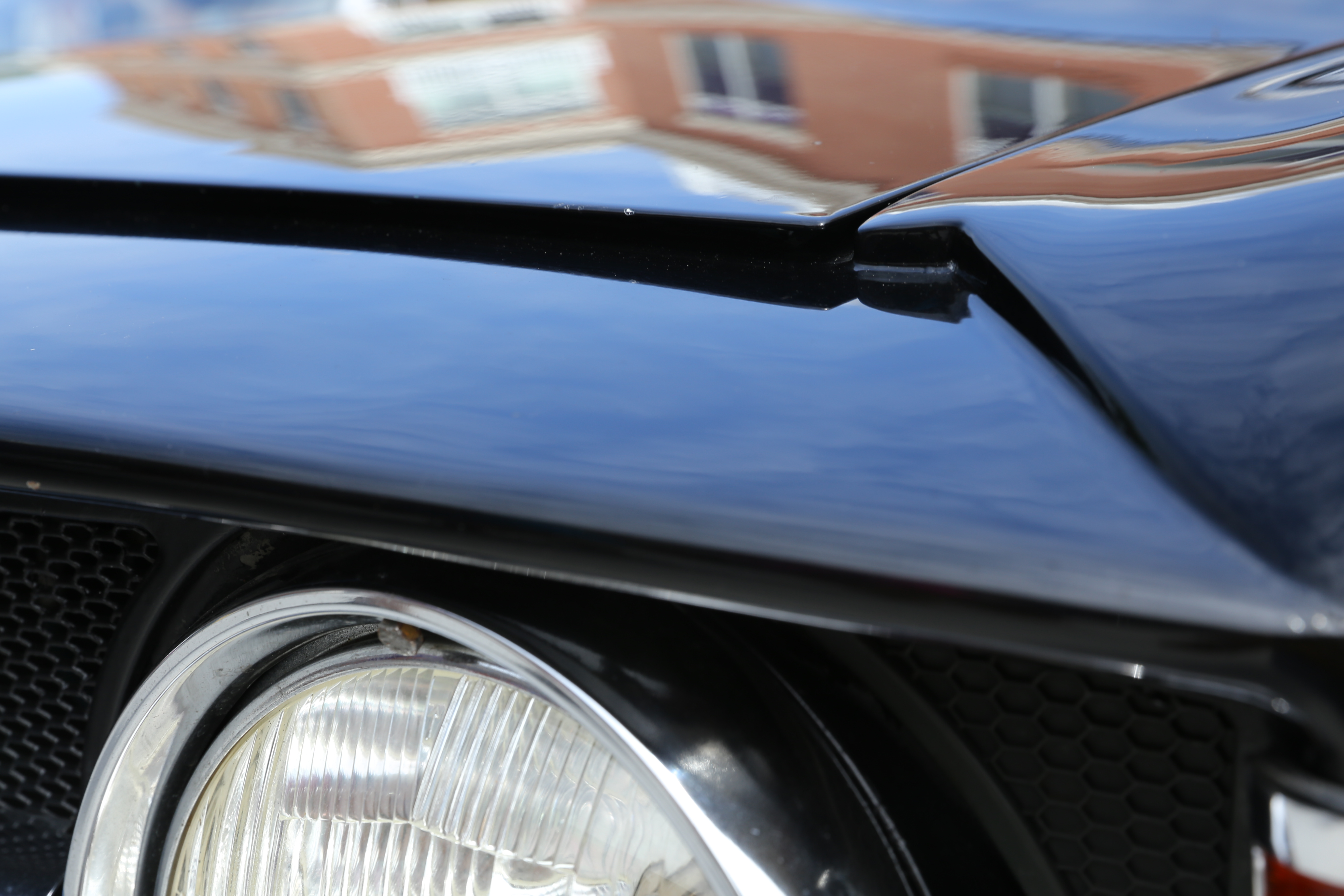
Designdetail der „Kantenhauber“: Stufe zwischen Frontverkleidung und Motorhaube

### Karosserie
Die Karosserie des Giulia GT entstand im Turiner Studio von Bertone; verantwortlich war dessen Designchef Giorgetto Giugiaro. Das Design wird durchgängig als gelungen angesehen. Die Linienführung des GT wird als zeitlos und harmonisch beschrieben; die Proportionen sind ausgewogen. Die Fahrzeugsäulen sind sehr dünn; sie ermöglichen eine gute Rundumsicht und lassen das Passagierabteil leicht wirken. Ein besonderes Designmerkmal der frühen GT-Modelle ist der waagerecht verlaufende Spalt zwischen der Frontverkleidung und der Motorhaube, der wie eine Kante wirkt. Im Hinblick darauf werden die GTs der ersten Jahre auch „Kantenhaube“ genannt. Der 1968 eingeführte 1750 GT Veloce hat als erster GT eine überarbeitete Frontgestaltung, bei der die Kante entfällt; zugleich sind die Blinker aus den Kotflügelkanten in die Wagenfront unter die Kühlerverkleidung verlegt. Mit Ausnahme des GTA erhielten bis 1972 auch alle anderen GT-Modelle die glatte Frontpartie. Die stärksten Modelle (1750 GTV und 2000 GTV) haben Doppelscheinwerfer, die schwächeren nur Einzelscheinwerfer. Der Luftwiderstandsbeiwert des Giulia GT beträgt 0,37. Der senkrechte Heckabschluss erinnert einige Beobachter an das Kammheck des Giulietta SZ Coda Tronca von Zagato.
Die Karosserie besteht aus gepresstem Stahlblech. Anders als bei früheren Modellen stellte Alfa Romeo die Karosserien selbst her. Sie entstanden in dem neu errichteten Werk im Mailänder Vorort Arese. Die mechanischen Komponenten baute Alfa Romeo dagegen weiterhin im alten Werk im Stadtteil Portello. Die Karosserien gelten als außergewöhnlich rostanfällig.
Zahlreiche Anbauteile fanden sich auch bei den Modellen unterschiedlicher Kleinserienhersteller wieder. Die Heckleuchten etwa wurden auch am Iso Grifo und am Lotus Elan eingebaut, die Türgriffe an einigen bei Saturn in Italien aufgebauten Fahrzeugen von Stutz Motor Car of America, unter anderem dem Blackhawk III und dem IV Porte.

### Fahrwerk
Der Giulia GT hat die verkürzte Bodengruppe der Giulia Berlina. Mit 2350 mm ist sein Radstand 160 mm kürzer als der der Limousine. Die vorderen Räder sind einzeln an doppelten Querlenkern aufgehängt, hinten ist es eine Starrachse an Längslenkern und einem Reaktionsdreieck. Vorn und hinten haben die Giulia GT Schraubenfedern und Teleskopstoßdämpfer. Von Beginn an wurde vorn außerdem ein Querstabilisator eingebaut, ab 1968 auch hinten. Dadurch reduzierte sich die Neigung des Autos zum Untersteuern; sein Fahrverhalten wurde nun als neutral beschrieben. Die Verzögerung übernehmen vier servounterstützte Scheibenbremsen.

### Motor und Kraftübertragung

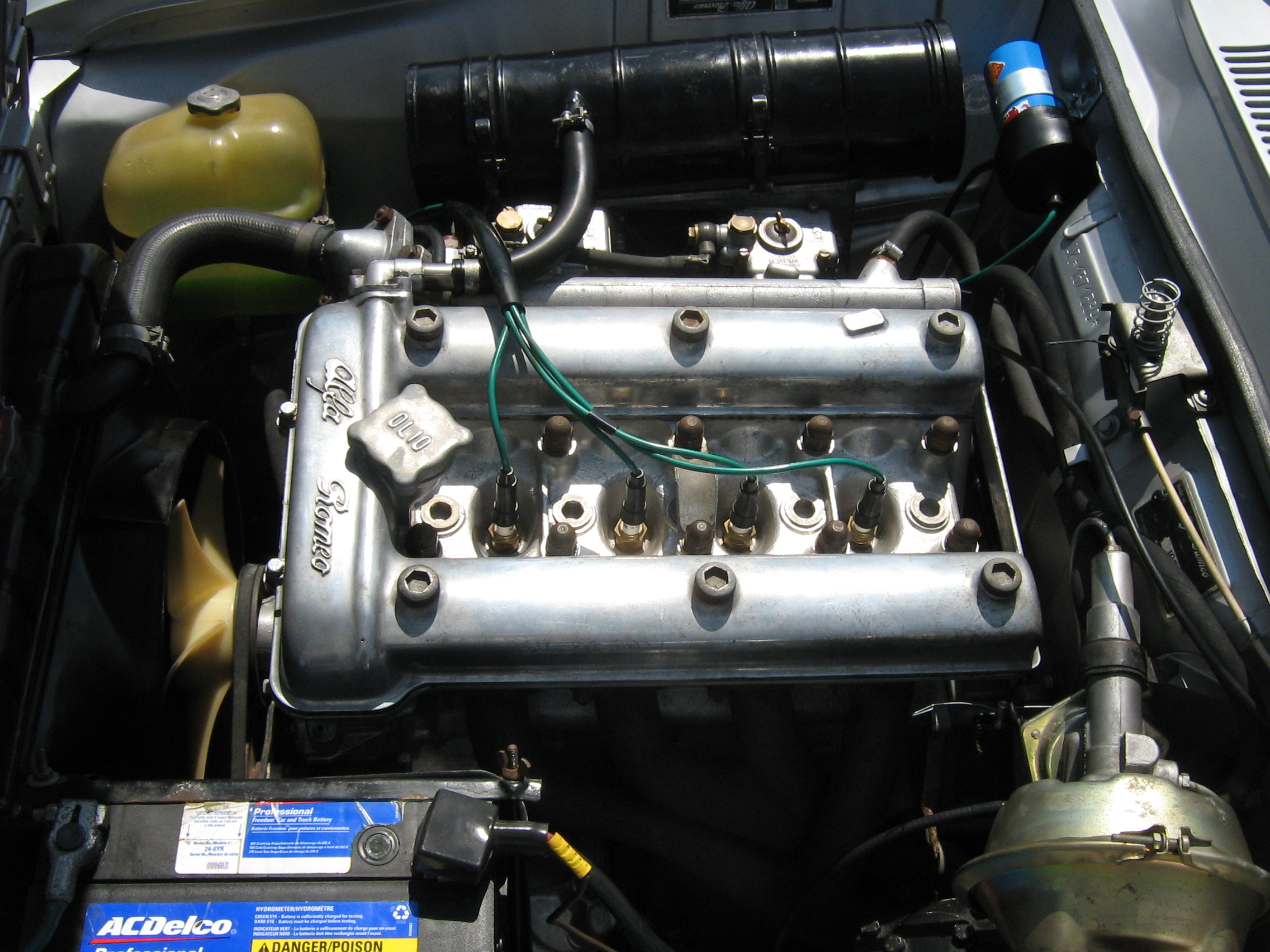
Doppelnockenwellenmotor (Bialbero) im 1750 GTV

Angetrieben werden die Varianten des Giulia GT von unterschiedlich großen Ausführungen des inoffiziell Bialbero genannten Reihenvierzylindermotors, der von Giuseppe Busso 1954 für die Giulietta konstruiert wurde. Der Motorblock und der Zylinderkopf bestehen aus einer Aluminiumlegierung. Alle Varianten haben zwei oben liegende Nockenwellen, auf die die Bezeichnung Bialbero zurückzuführen ist. Die Kurbelwelle ist fünffach gelagert. Die Gemischaufbereitung übernehmen regelmäßig zwei Doppelvergaser von Weber, DellOrto oder Solex. Eine Ausnahme galt nur für einzelne in den USA verkaufte Versionen sowie den seltenen GTAm, die SPICA-Einspritzanlagen haben.
Im Laufe der Jahre waren verschiedene Hubraumvarianten des Bialbero-Motors in der Giulia-GT-Reihe erhältlich:
| Werkscode | Hubraum  | Bohrung × Hub     | Leistung                      | Modell                          |
| --------- | -------- | ----------------- | ----------------------------- | ------------------------------- |
| Tipo 530  | 1290 cm³ | 74 mm × 75 mm     | 87 PS (64 kW)                 | GT 1300 Junior                  |
|           | 1290 cm³ | 87 mm × 67,5 mm   | 95 PS (70 kW)                 | 1300 GTA                        |
| Tipo 502  | 1570 cm³ | 78 mm × 82 mm     | 106 PS (78 kW) 102 PS (75 kW) | Giulia Sprint GT Giulia GTC     |
| Tipo 536  | 1570 cm³ | 78 mm × 82 mm     | 109 PS (80 kW)                | Giulia GT Veloce 1600 GT Junior |
|           | 1570 cm³ | 78 mm × 82 mm     | 115 PS (85 kW)                | 1600 GTA                        |
| Tipo 548  | 1779 cm³ | 80 mm × 88,5 mm   | 113 PS (83 kW)                | 1750 GT Veloce                  |
| Tipo 512  | 1962 cm³ | 84 mm × 88,5 mm   | 131 PS (96 kW)                | 2000 GT Veloce                  |
|           | 1985 cm³ | 84,5 mm × 88,5 mm | 240 PS (177 kW)               | 2000 GTAm                       |

Die Kraft wird über ein handgeschaltetes Fünfganggetriebe auf die Hinterachse übertragen. Während im Giulia Berlina wahlweise eine Knüppel- oder eine Lenkradschaltung erhältlich war, hatte der Giulia GT ausschließlich eine Knüppelschaltung. Testberichte lobten einhellig die „butterweiche“ Schaltung des Giulia GT, die zu bedienen Spaß mache.

## Die Standard-Coupés

### Giulia Sprint GT, Giulia Sprint GT Veloce und 1600 GT Junior

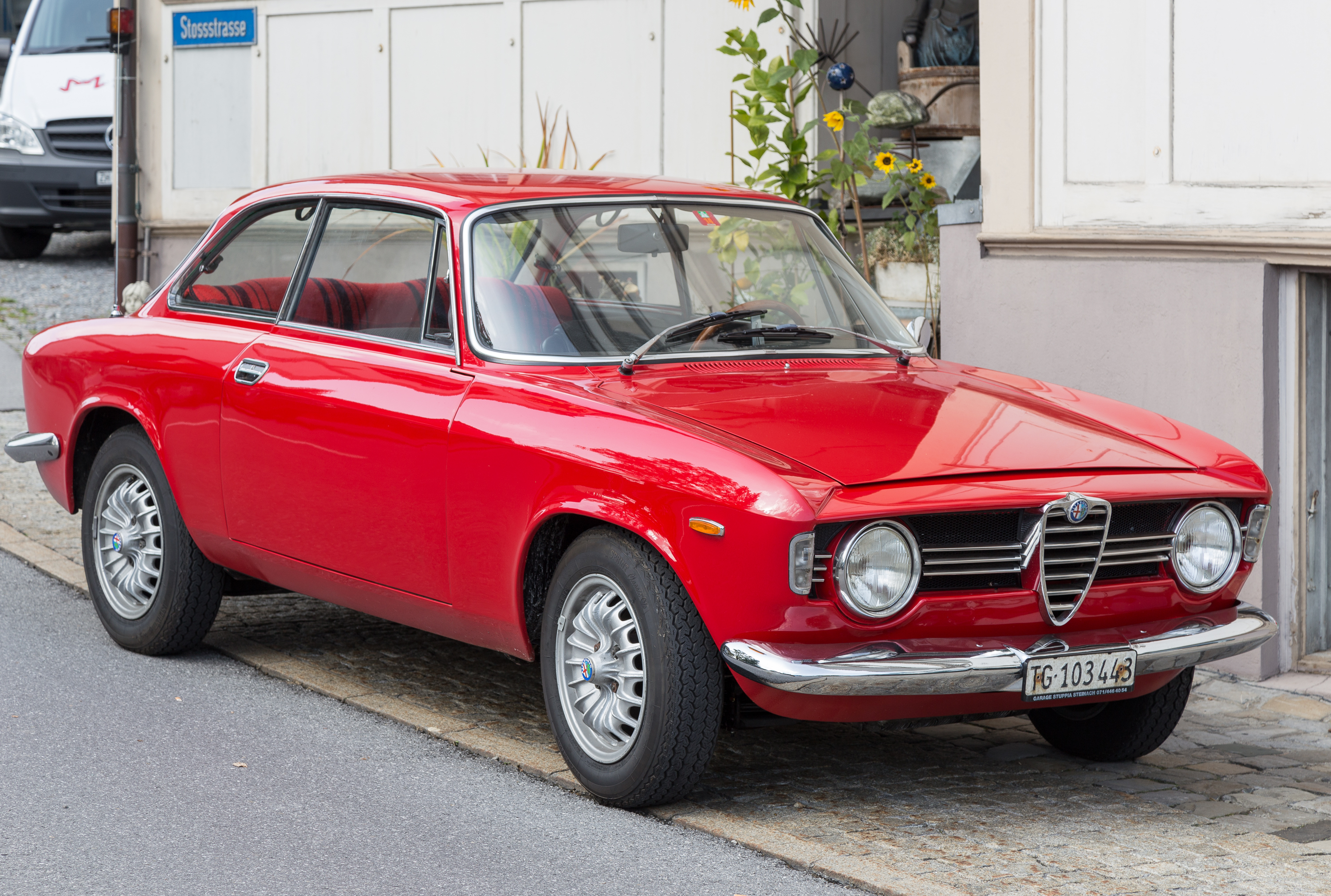
Alfa Romeo Giulia 1600 GT Veloce „Kantenhaube“ (1966–1968)

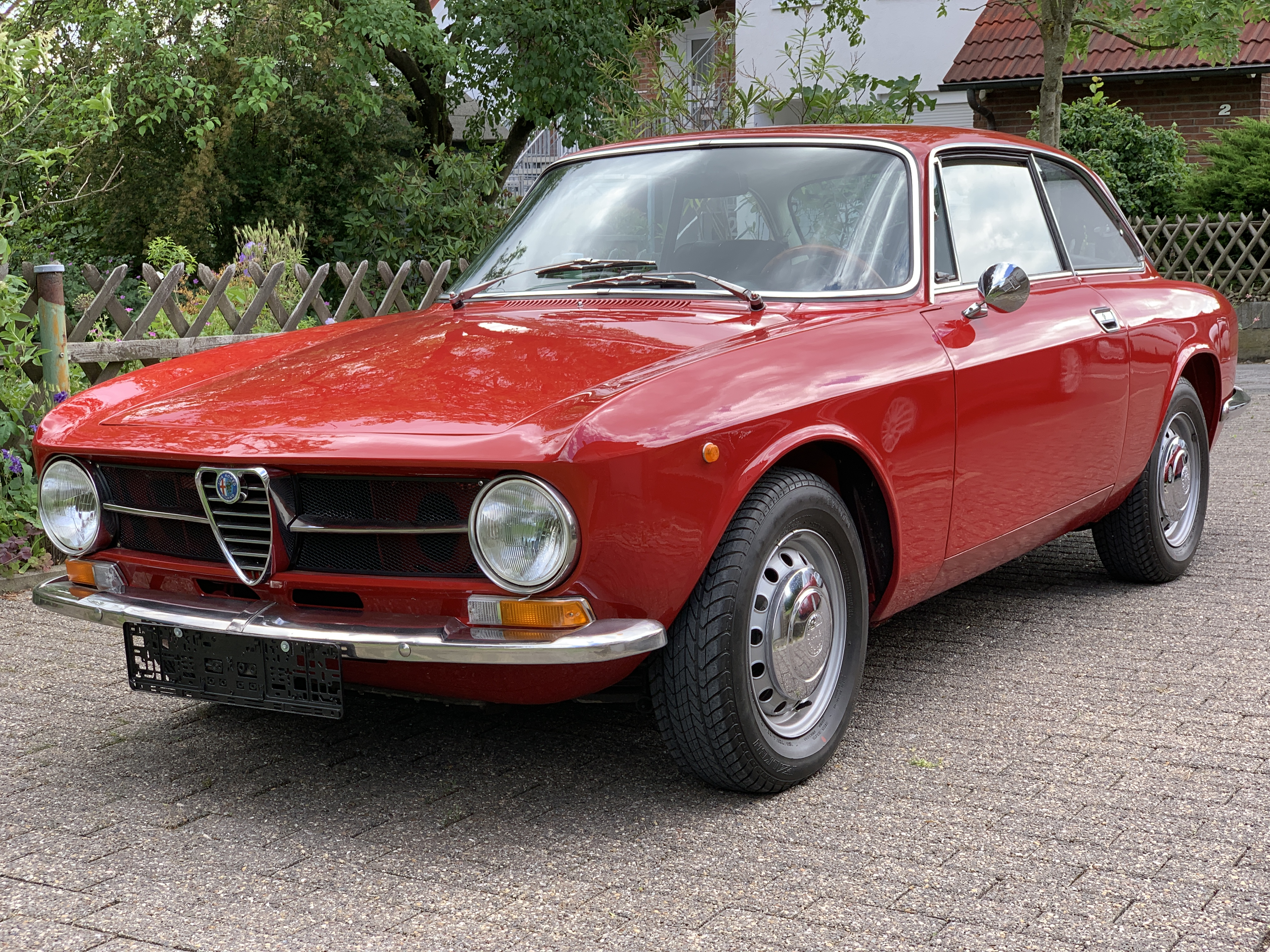
Alfa Romeo GT Junior 1.6 mit glatter Front (1972–1975)

Die erste, werksintern als Tipo 105.02 bezeichnete Variante der GT-Reihe wurde 1963 auf der IAA in Frankfurt öffentlich vorgestellt. Sie hat den 1,6-Liter-Motor des Giulia 1600 TI und wurde von 1963 bis Sommer 1966 als Giulia Sprint GT vermarktet. Sie war die einzige Variante der Giulia-GT-Reihe, die die Bezeichnung Sprint trug. Der Begriff erschien erst wieder 1976 beim Sportcoupé Alfa Romeo Alfasud Sprint. Hier leistet der intern als Tipo 502 bezeichnete Motor nach Werksangaben 106 PS (78 kW); im deutschen Zulassungsverfahren wurden allerdings nur 102 PS (75 kW) ermittelt. Optisches Alleinstellungsmerkmal des Giulia Sprint GT ist seine gitterförmige Kühlerverkleidung, die aus kleinen Rechtecken zusammengesetzt ist. Der Giulia GT Sprint wurde mit Pirelli-Cinturato-Reifen im Format 155 × 15 ausgeliefert. Bei seiner Einführung auf dem deutschen Markt kostete der Giulia Sprint GT 17.000 DM, 1965 senkte Alfa Romeo den Preis auf 15.950 DM.
Als 1966 die kleinere 1,3-Liter-Version des GT eingeführt wurde, erhöhte Alfa Romeo die Motorleistung des 1600 auf 109 PS (80 kW); der Leistungsabstand zum schwächeren Einsteigermodell betrug damit 22 PS (16 kW). Die Leistungssteigerung wurde durch Änderungen an der Einlassöffnung erreicht. Das nun als Tipo 105.36 bezeichnete 1,6-Liter-Coupé wurde als 1600 GT Veloce (oder GTV) vermarktet. Äußerlich gab es nur geringfügige Änderungen. Anstelle des bisher gitterförmigen Kühlergrills hat die Kühlerverkleidung des 1600 GT Veloce drei waagerechte Chromstreben. 1966 kostete der 1600 GT Veloce in Deutschland 14.390 DM; er war damit 1.600 DM günstiger als sein Vorgänger mit gleichem Motor und etwa 3.700 DM teurer als der neue 1300 GT Junior. Der 1600 GT Veloce blieb bis 1968 im Angebot. In den folgenden vier Jahren bot Alfa Romeo keine 1,6-Liter-Version des GT an; seine Position übernahm der bis 1972 produzierte 1750 GT Veloce.
Im Mai 1972 kam der 1,6-Liter-Motor erneut ins Programm. Die dritte Giulia-GT-Version mit diesem Motor (werksintern Tipo 115.03) hieß nun GT Junior 1.6 und löste gewissermaßen ihren Nachfolger, den 1750 GTV Veloce, ab. Technisch entspricht der GT Junior 1.6 dem von 1966 bis 1968 gefertigten 1600 GT Veloce; die Motorleistung beträgt ebenfalls 109 PS (80 kW). Im Gegensatz zu den beiden ersten 1600-Varianten ist der GT Junior 1.6 kein „Kantenhauber“ mehr; die glatte Frontpartie entspricht der des späten GT Junior 1.3. Beide Modelle haben zwei runde Einzelscheinwerfer und eine waagerechte Chromstrebe. Der GT Junior 1.6 lag zwischen dem GT Junior 1.3 und dem 2000 GT Veloce. Wie diese blieb er bis 1975 im Programm.

### Giulia GT 1300 Junior

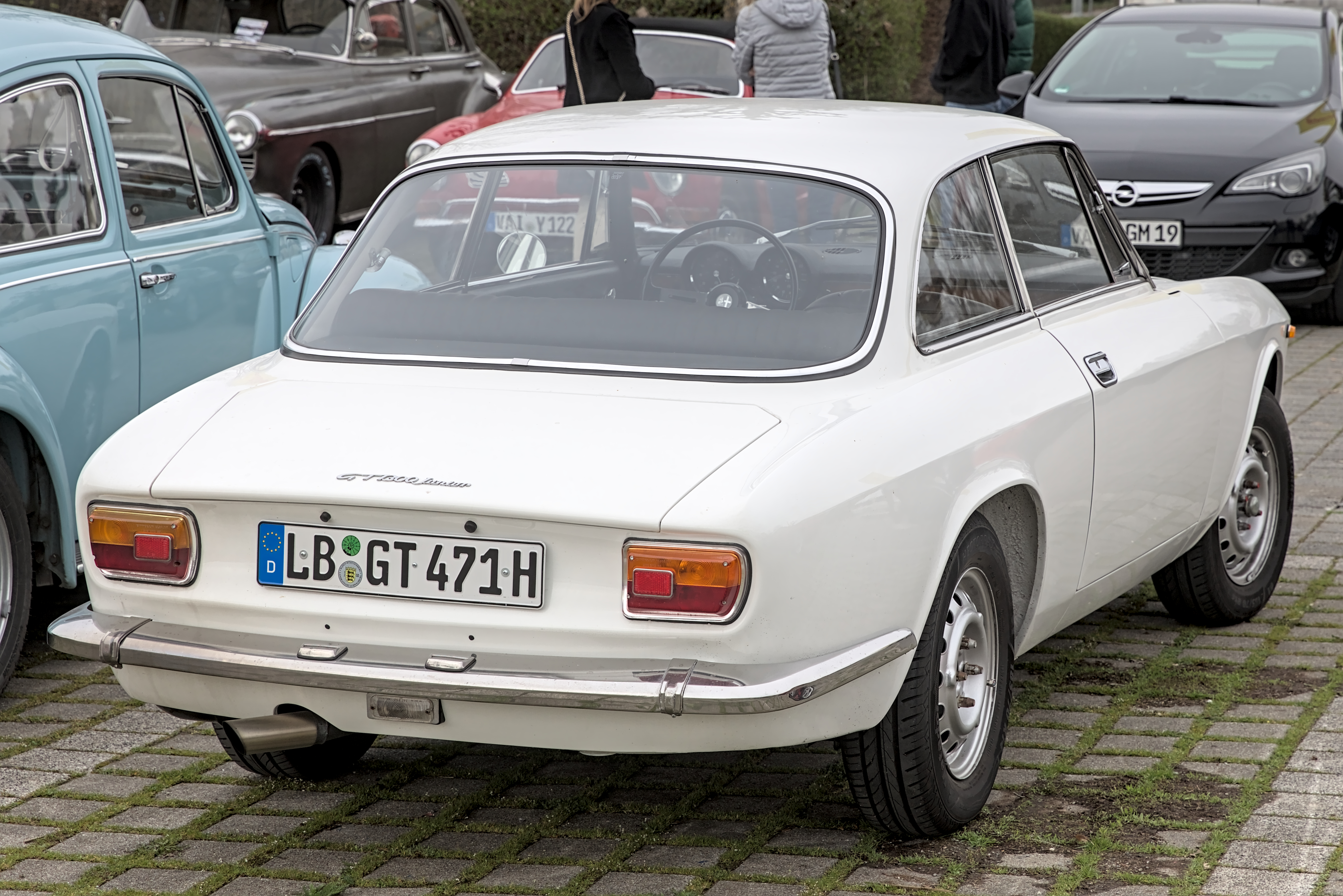
Alfa Romeo 1300 GT Junior (1968)

Im Februar 1966 stellte Alfa Romeo den Giulia GT 1300 Junior vor (Tipo 105.30). Er löste den Giulia Sprint aus der Baureihe Tipo 101, der noch die Scaglione-Karosserie von 1954 trug, als Einsteigermodell ab. Der 1300 GT Junior verbindet die Karosserie des Bertone-GT mit dem bereits in der Giulia-Reihe verwendeten 1,3-Liter-Motor. Seine Höchstleistung beträgt 87 PS (64 kW). Einige Tester halten diese Motorvariante für die harmonischste der gesamten Bialbero-Familie. Er ermöglicht dem Auto eine Höchstgeschwindigkeit von 175 km/h, nach anderen Quellen 163 km/h. Ein Testbericht meinte, die Fahrleistungen des 1,3-Liter-Coupés seien mittelmäßig, solange man nicht zur richtigen Zeit den richtigen Gang einlege. Äußerlich unterscheidet sich der frühe 1300 GT Junior von dem größeren 1600-Modell nur durch eine geänderte Kühlerverkleidung, die eine anstelle von drei waagerechten Chromstreben trägt. Der 1300 GT Junior kostete bei seiner Einführung in Deutschland 11.700 DM. Damit war er 700 DM günstiger als der annähernd gleich starke Glas 1300 GT und fast 6000 DM günstiger als ein Porsche 912, der 90 PS (66 kW) leistete. Der 1300 GT Junior / GT Junior 1.3 blieb bis zur Einstellung der Giulia-GT-Reihe 1975 im Programm. In dieser Zeit erfuhr er nur wenige Änderungen. 1970 bekam er die glatte Frontpartie der größeren Modelle, hatte aber durchgängig Einzelscheinwerfer und eine einzelne waagerechte Chromstrebe in der Kühlerverkleidung. Ab Juni 1974 bis zur Einstellung des Modells erfuhren sowohl die 1.3- als auch die 1.6-Liter Variante ein als "Unificato" bezeichnetes Facelift. Äußerlich durch die Frontpartie des 2-Liter-Modells gekennzeichnet, im Innenraum dessen Sitze, Armaturenbrett und Mittelkonsole sowie weitere kleinere Details.

### 1750 GT Veloce

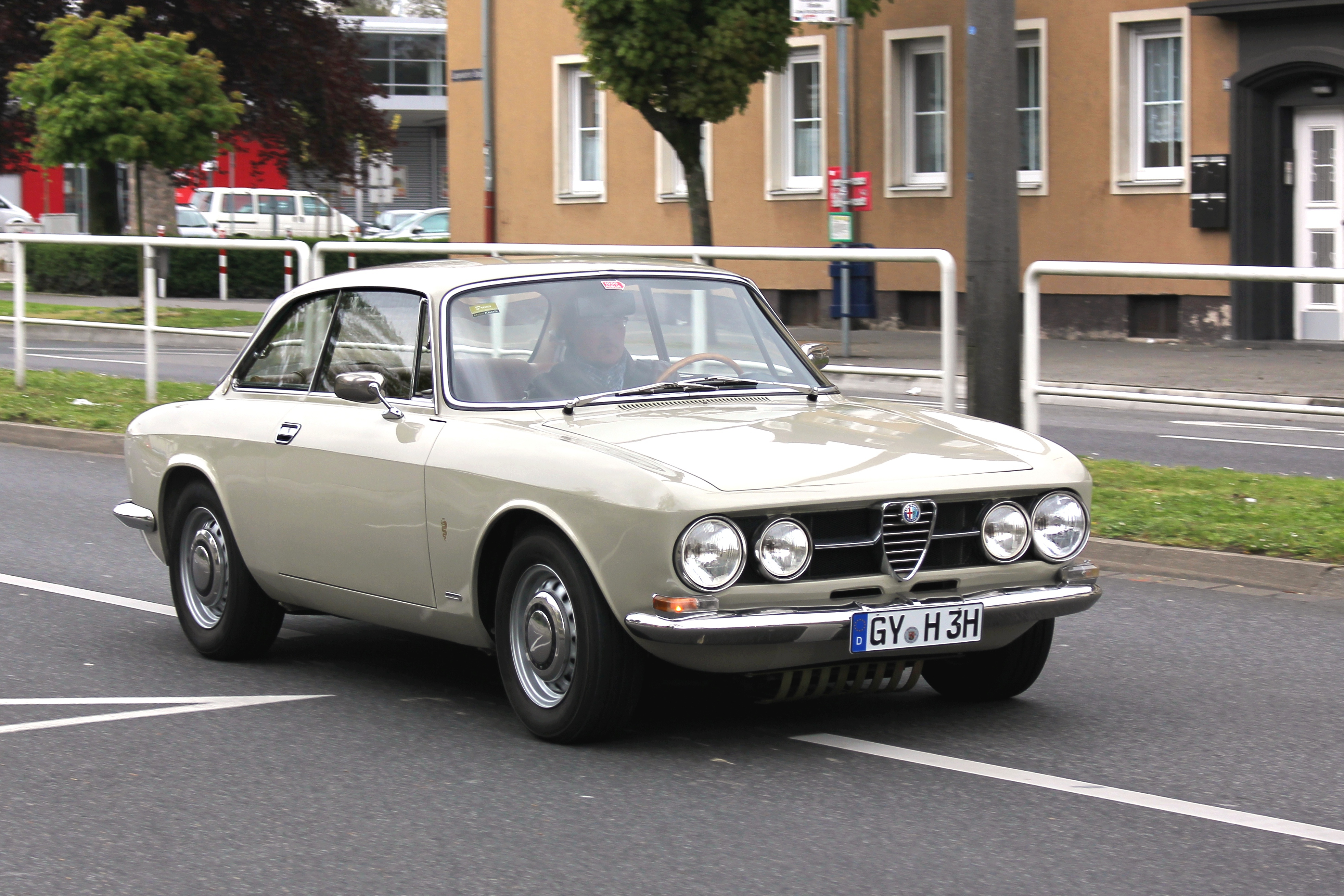
Alfa Romeo 1750 GT Veloce (1968)

Auf dem Brüsseler Autosalon im Januar 1968 stellte Alfa Romeo mit dem 1750 GT Veloce (alternativ: 1750 GTV; Tipo 105.44) die bis dahin stärkste Version des Giulia GT vor. Ihr Bialbero-Vierzylindermotor (Tipo 548) hat einen auf 1779 cm³ vergrößerten Hubraum und leistet 113 PS (83 kW). Die Modellbezeichnung, die den Hubraum nur unpräzise wiedergibt, nimmt auf den Alfa Romeo 6C 1750 Bezug, einen erfolgreichen Sportwagen der Zwischenkriegsjahre. Anders als beim 1300 GT ist der Motor des 1750 GT Veloce langhubig ausgelegt. Seine Höchstleistung fällt bereits bei 5000 Umdrehungen pro Minute an. Zugleich stieg das maximale Drehmoment auf 17,3 mkp (169 Nm). Der 1750 GT Veloce hat als erstes Fahrzeug der Giulia-GT-Reihe das neue Frontdesign, das auf den Spalt zwischen der Frontverkleidung und der Motorhaube verzichtet. Neu waren auch die runden Doppelscheinwerfer und eine hochwertige Innenausstattung, die betont komfortabel war und wahlweise auch lederbezogene Sitze beinhaltete. Der Grundpreis für den 1750 GT Veloce betrug bei seiner Einführung in Deutschland 14.700 DM; er war damit nur 400 DM teurer als der 1600 GT Veloce. Vorübergehend wurden beide Modelle parallel produziert, danach stellte Alfa Romeo das kleinere Modell ein. Die Frontpartie wurde 1970 überarbeitet; die ab 1970 gebauten 1750 GT Veloce werden inoffiziell als Serie 2 zusammengefasst. Nachdem die Produktion des 1750 GT Veloce 1972 geendet hatte, kehrte der 1600 GT Veloce wieder ins Programm zurück.

### 2000 GT Veloce

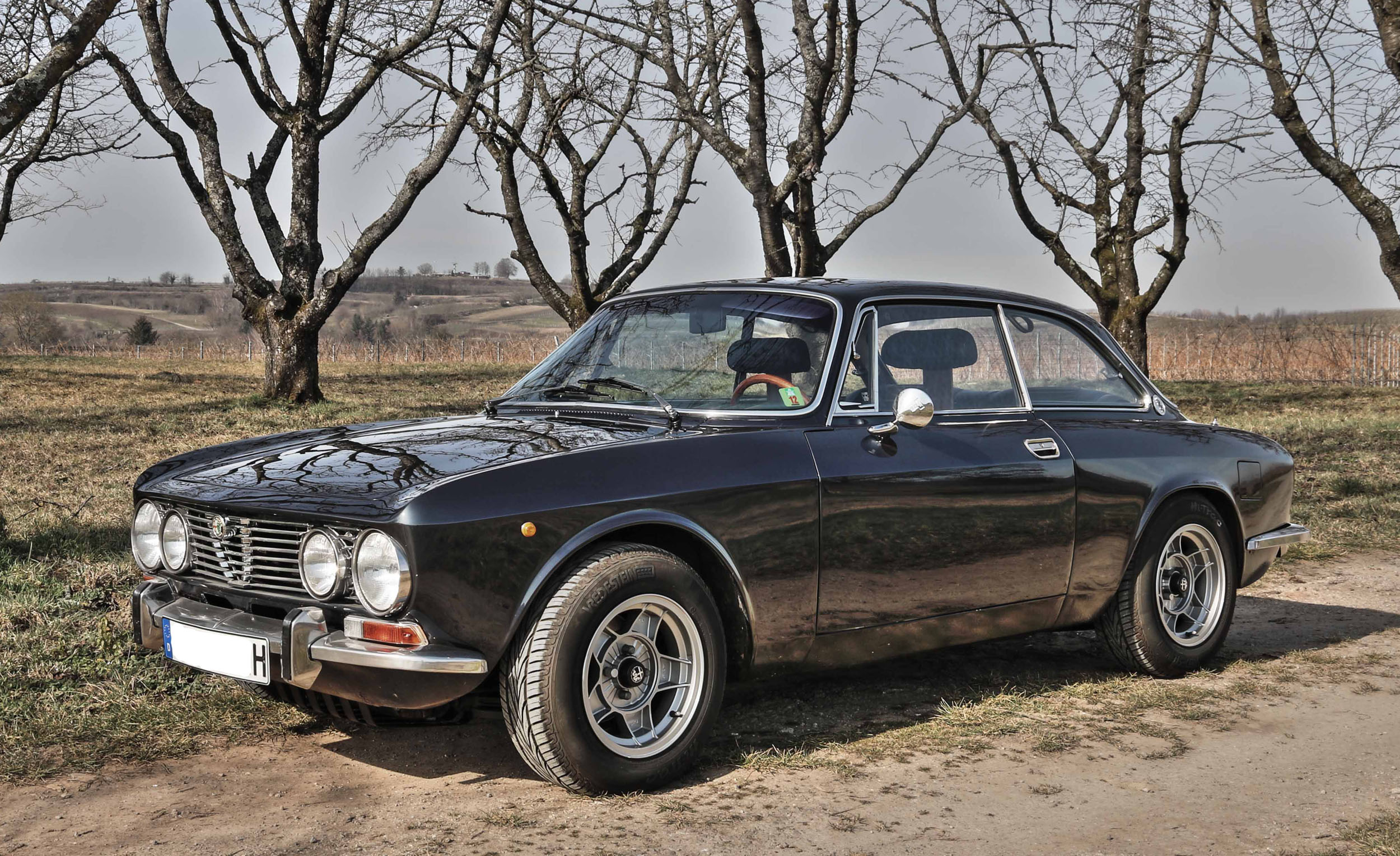
Frontpartie 2000 GT Veloce

Das Spitzenmodell der Giulia-GT-Reihe war der 2000 GT Veloce, den Alfa Romeo im Juni 1971 vorstellte (Tipo 105.21) Sein 1962 cm³ großer Motor (Tipo 512) ist eine aufgebohrte Version des 1750er-Triebwerks. Bei unverändertem Hub (88,5 mm) beträgt die Bohrung 84 mm; der Motor ist damit noch immer langhubig. Er hat einen überarbeiteten Zylinderkopf mit vergrößerten Ventilen. Die Motorleistung liegt bei 131 PS (96 kW), das maximale Drehmoment bei 18,5 mkp (181 Nm). Der 2000 GT Veloce erreicht eine Höchstgeschwindigkeit von 200 km/h. Äußerlich entspricht die Frontpartie weitgehend der des 1750 GT Veloce. Der 2000 GT Veloce erhielt jedoch einen durchgehenden Chrom-Kühlergrill mit darin integriertem Alfa Romeo-Scudetto. Die Heckpartie wurde neu gestaltet: Der 2000 GT Veloce hat als einziges Mitglied der Familie breite Rückleuchten, in die auch die Rückfahrscheinwerfer integriert sind. Der Neupreis des 2000 GT Veloce lag bei seiner Markteinführung in Deutschland bei 16.500 DM.

### Sonderversionen für einzelne Märkte

#### Iniezione-Versionen für Nordamerika

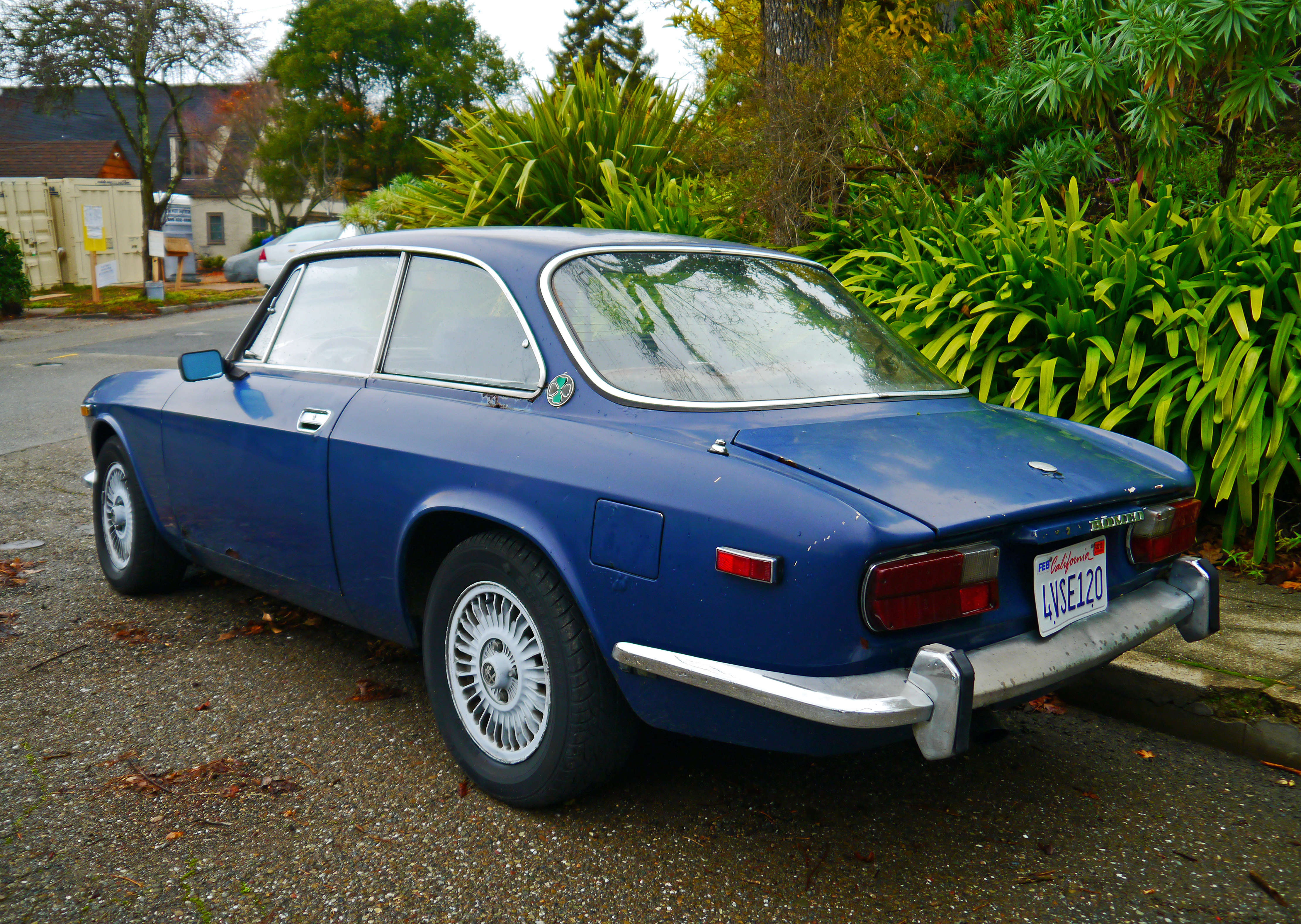
USA-Version des Alfa Romeo 2000 GTV

Auf dem nordamerikanischen Markt bot Alfa Romeo den 1750 und den 2000 GT Veloce mit Motoren an, die mit einer mechanischen Benzineinspritzung ausgestattet waren und die Zusatzbezeichnung Iniezione trugen. Die Einspritzanlage war notwendig, um die US-amerikanischen Abgasvorschriften zu erfüllen. Sie kam von dem zu Alfa Romeo gehörenden Zulieferer Spica und galt als „problematisch“. Das amerikanische Magazin Motor Trend ermittelte 1971 für den 1750 GTV Iniezione eine Leistung von 135 SAE-PS; ein Jahr später maß Car & Driver beim 2000 GTV Iniezione 129 SAE-PS.
Der deutsche Alfa-Romeo-Importeur übernahm zu Beginn der 1970er-Jahre eine Reihe von Fahrzeugen, die auf dem nordamerikanischen Markt nicht hatten abgesetzt werden können. Sie behielten die USA-Spezifikationen bei, darunter auch die Einspritzmotoren und die auf die USA abgestimmte Ausstattung einschließlich der Klimaanlage. Beleuchtungen und Instrumente wurden dagegen von Alfa Romeo auf den deutschen Standard umgerüstet. Die Fahrzeuge lagen trotz der guten Ausstattung im Preis deutlich unter den entsprechend motorisierten europäischen Varianten. Da die deutschen Werkstätten die Spica-Einspritzung nicht kannten und vielfach Schwierigkeiten mit der Wartung hatten, wurden die meisten dieser Fahrzeuge nachträglich auf Vergaser umgebaut. Erkennbar sind sie aber immer noch an der Zahnriemenscheibe für den Antrieb der Einspritzpumpe und den seitlichen Gewindelöchern im Motorblock für die Montage dieser Pumpe.
Die Einspritzversionen sind auch auf dem Klassikermarkt unbeliebt. US-Fahrzeuge werden häufig an europäische Sammler verkauft, die sie als Teileträger nutzen oder auf Vergasermotoren zurückrüsten.

#### 2000 GTV SE
Als Alfa Romeo 2000 GTV SE (für Special Equipment) verkaufte der britische Importeur ab 1975 eine Sonderserie, die sich vor allem durch Ausstattungs- und Stylingdetails von den werksmäßigen 2000 GT Veloce unterschied. Mit dieser Sonderserie sollten einige hundert 2000 GT Veloce abgesetzt werden, die seit längerer Zeit – in einigen Fällen seit mehreren Jahren – unverkauft auf britischen Halden standen. Um die Fahrzeuge attraktiver zu machen, ließ der Importeur die serienmäßigen Autos nachträglich durch das unabhängige Unternehmen Trimcraft Motor Products umbauen. Zu den Besonderheiten der SE-Modelle gehörten verchromte Speichenräder und ein farblich abgesetztes Vinyldach. Die Speichenräder ersetzten die serienmäßigen Stahlräder, die durch die lange Standzeit vielfach zu rosten begonnen hatten. Einige Quellen berichten, dass auch das Vinyldach den Zweck hatte, Roststellen an der Karosserie zu überdecken: Das nachträgliche Aufkleben des Kunststoffbezugs sei günstiger gewesen als eine Rostbehandlung und eine Neulackierung. Außerdem hatten die SE-Modelle Gummileisten an den Wagenflanken, ein schwarz gefärbtes Kühlergitter und ein serienmäßiges Kassettenradio. Alfa Romeo verkaufte in Großbritannien etwa 230 Exemplare des 2000 GTV SE. Die Autos sind heute auf dem Klassikermarkt nicht beliebt. Insbesondere das Vinyldach wird als unattraktiv empfunden.

#### Radford Coachbuilders
Das Londoner Karosseriebauunternehmen Harold Radford überarbeitete in den frühen 1960er-Jahren mehrere Giulia Sprint GT mit dem 1600-Motor im Kundenauftrag. Einen Werksbezug gab es anders als im Fall der von Trimcraft gebauten 2000 GTV SE nicht. Neben stilistischen Änderungen an der Frontpartie, zu denen der Einbau rechteckiger Scheinwerfer von Cibié gehörte, wertete Radford vor allem den Innenraum auf. Der Armaturenträger wurde komplett neu gestaltet. Er war mit Rosenholz verkleidet. Die Sitze waren mit Leder bezogen. Die Rückbank war neu gestaltet; Radford vermarktete sie als Cleopatra Bench. Es gab neue Teppiche und elektrische Fensterheber. Der genaue Produktionsumfang ist nicht bekannt; einige Quellen sprechen von etwa sechs Fahrzeugen. Eines davon soll ein GTA gewesen sein. Zu den Käufern eines Radford-GT gehörte der Schauspieler und Automobilliebhaber Peter Sellers.

## Giulia GTC
Der Giulia GTC ist ein viersitziges Cabriolet, das auf dem 1600 Sprint GT mit Bertone-Karosserie basiert. Dem Serienmodell ging ein stilistisch eigenständiger Prototyp voraus.

### Prototyp

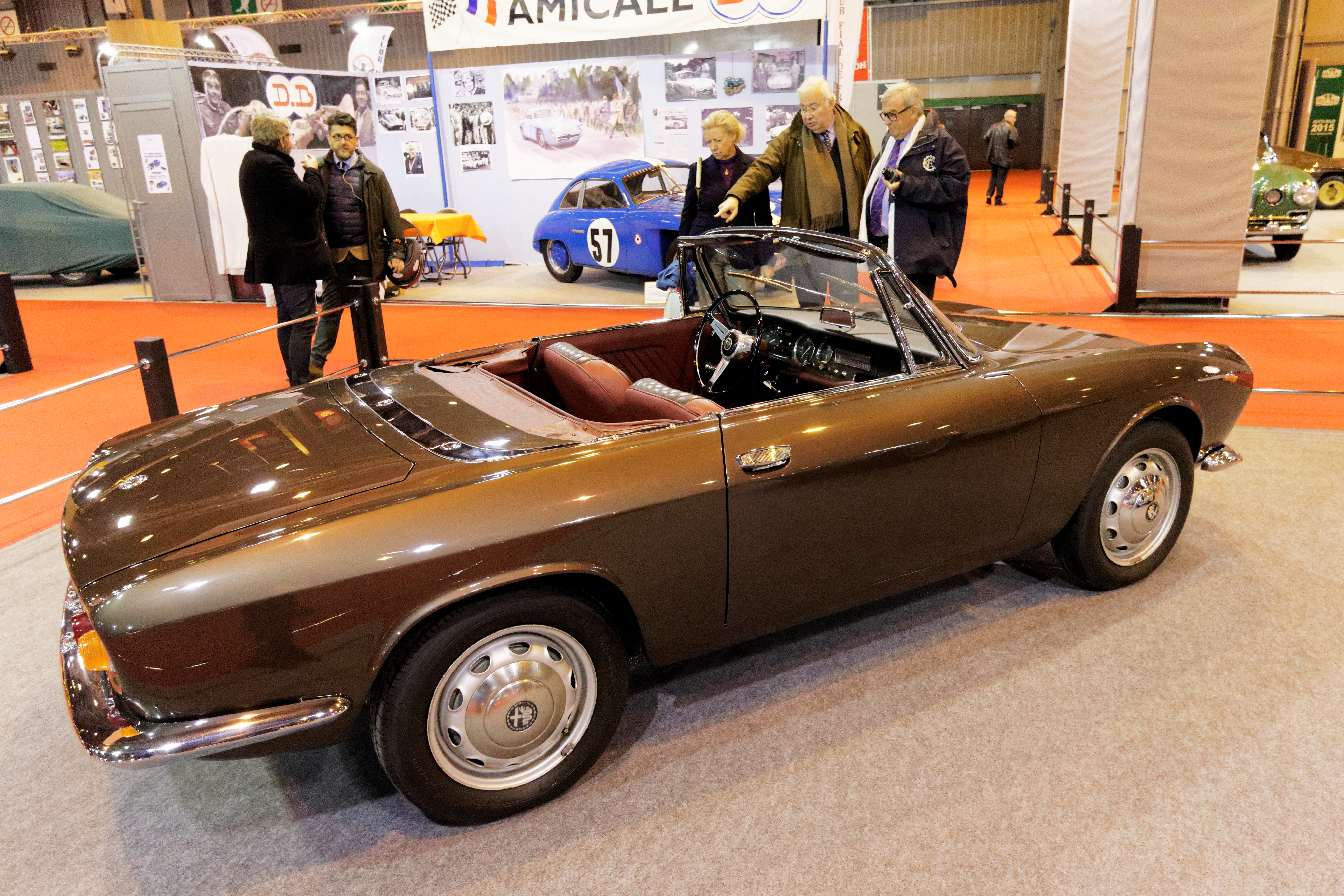
Ernesto Cattonis Prototyp für einen Giulia GT Spider

Bereits 1963 ließ Alfa Romeo im eigenen Centro Stile eine Spider-Version des seinerzeit neuen GT entwerfen. Grundlage dieses Modells war die Bodengruppe des Giulia, die im Vergleich zum GT nochmals verkürzt war; der Radstand beträgt hier nur 2241 mm. Alfa Romeos Designer Ernesto Cattoni gestaltete einen offenen Zweisitzer mit weitgehend eigenständiger Karosserie. Bei ihr münden die vorderen Kotflügel in großen runden Scheinwerfern. In der Mitte der Fahrzeugfront befindet sich ein großes Alfa Romeo-Scudetto, das die vordere Stoßstange unterbricht. Die Heckpartie ähnelt der des serienmäßigen GT, allerdings sind links und rechts je zwei runde Rückleuchten installiert. Die Antriebstechnik des Prototyps entspricht der des Giulia Sprint GT (1,6-Liter-Vierzylindermotor, 106 PS). Alfa Romeo stellte nur einen Prototyp des Cattoni-Entwurfs her, der noch existiert. Eine Serienfertigung kam nicht zustande.

### Serienmodell

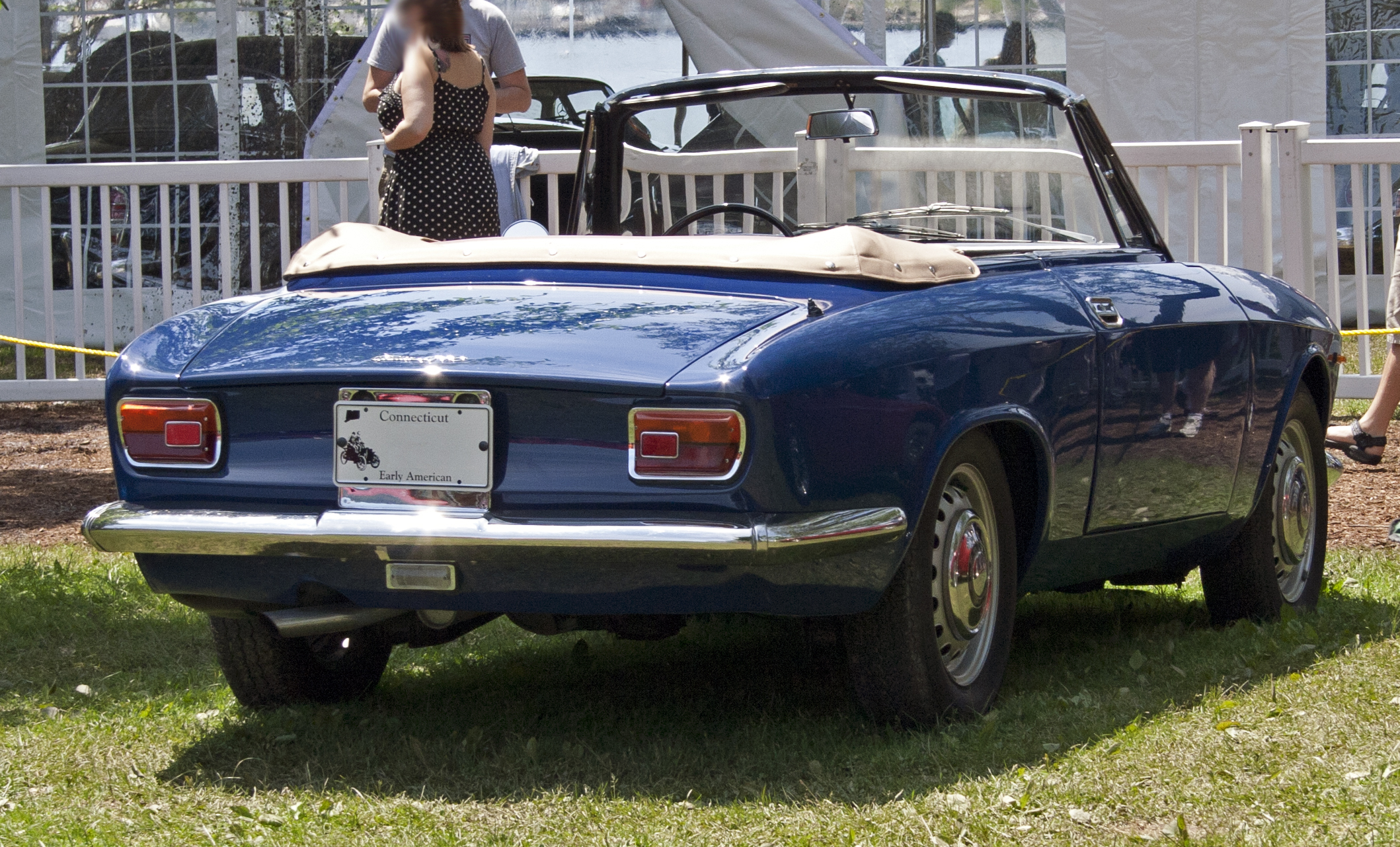
Giulia GTC

1964 präsentierte Alfa Romeo die Serienversion des offenen GT, die sowohl den alten Giulia Spider (Tipo 101) als auch den 2600 Spider ersetzte. Das als Giulia GTC bezeichnete Auto gilt für manche als eines der stilvollsten jemals gebauten Cabriolets. Der GTC hat keine Ähnlichkeit zu dem Cattoni-Entwurf des Jahres 1963. Er basiert auf dem geschlossenen Giulia Sprint GT mit 1,6-Liter-Motor; Karosserie und Technik sind weitestgehend unverändert. Der GTC wurde bei dem traditionsreichen Turiner Karosseriebauunternehmen Carrozzeria Touring hergestellt. Touring schnitt den serienmäßigen Bertone-Coupés das Dach ab und installierte ein ungefüttertes Stoffverdeck, das im heruntergeklappten Zustand vollständig hinter den Rücksitzen verschwindet und die niedrige Gürtellinie nicht unterbricht. Zwar baute Touring im Schwellerbereich und über der Hinterachse einige Verstärkungen ein. Sie waren allerdings zu schwach dimensioniert, sodass sich der GTC beim Fahren stark verwindet. Der GTC wiegt leer 905 kg. Bei seiner Vorstellung kostete der Giulia GTC in Deutschland 17.450 DM. Er war damit etwa 2.000 DM günstiger als ein Mercedes-Benz SL „Pagode“.
Die Angaben zum Produktionsumfang sind unterschiedlich. Die meisten Quellen sprechen von „ungefähr 1000 Fahrzeugen“, das niederländische GTC-Register spricht von 1003 Autos. Bereits seit 1965 befand sich Touring in wirtschaftlichen Schwierigkeiten, sodass die Produktion des GTC zeitweise zum Erliegen kam; 1966 endete sie vollständig. Alfa Romeo ersetzte die offene Version des GT durch den im August 1966 eingeführten Spider „Duetto“ mit Pininfarina-Karosserie.

## Alfa Romeo Giulia GTA und GTAm

### GTA

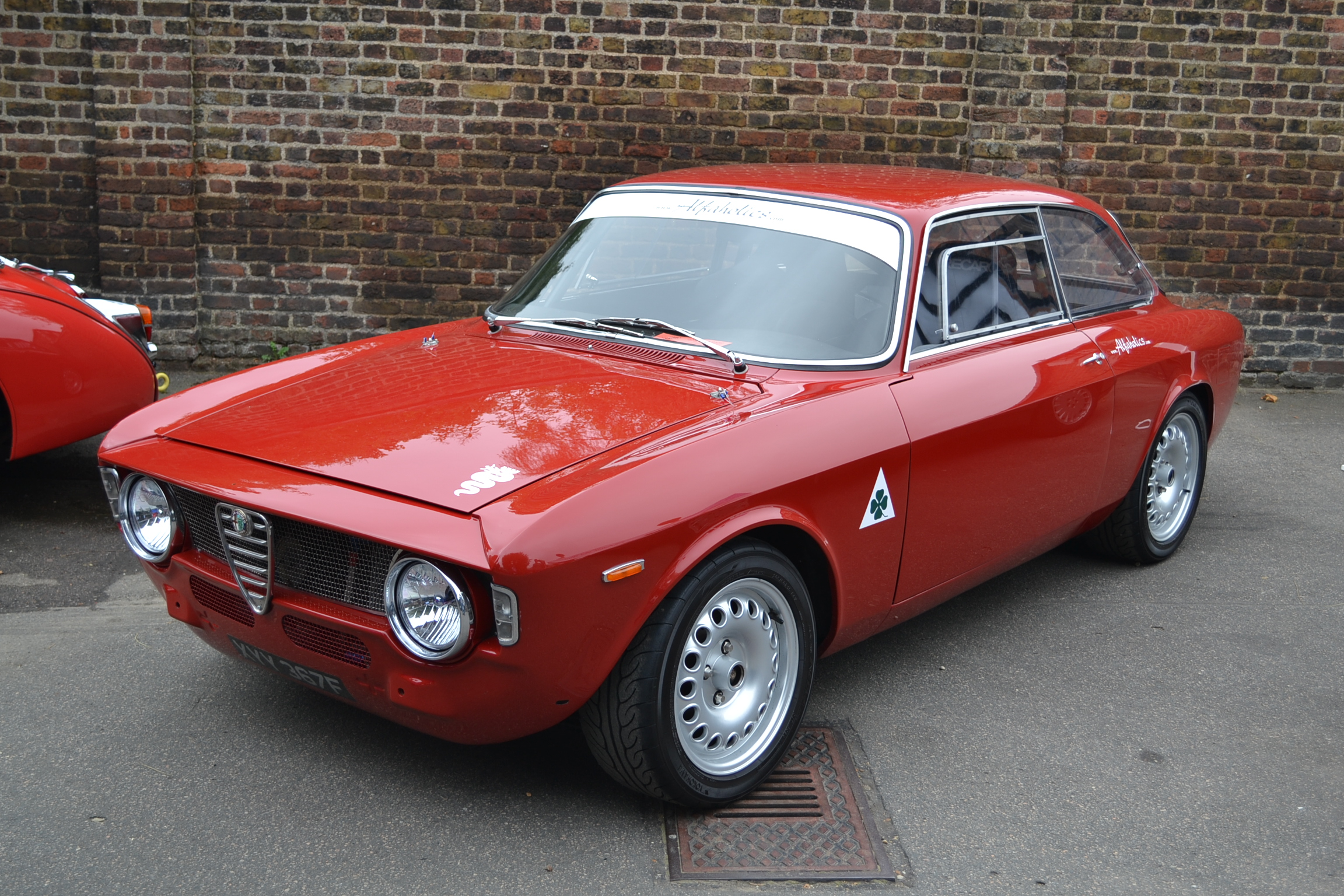
Alfa Romeo GTA

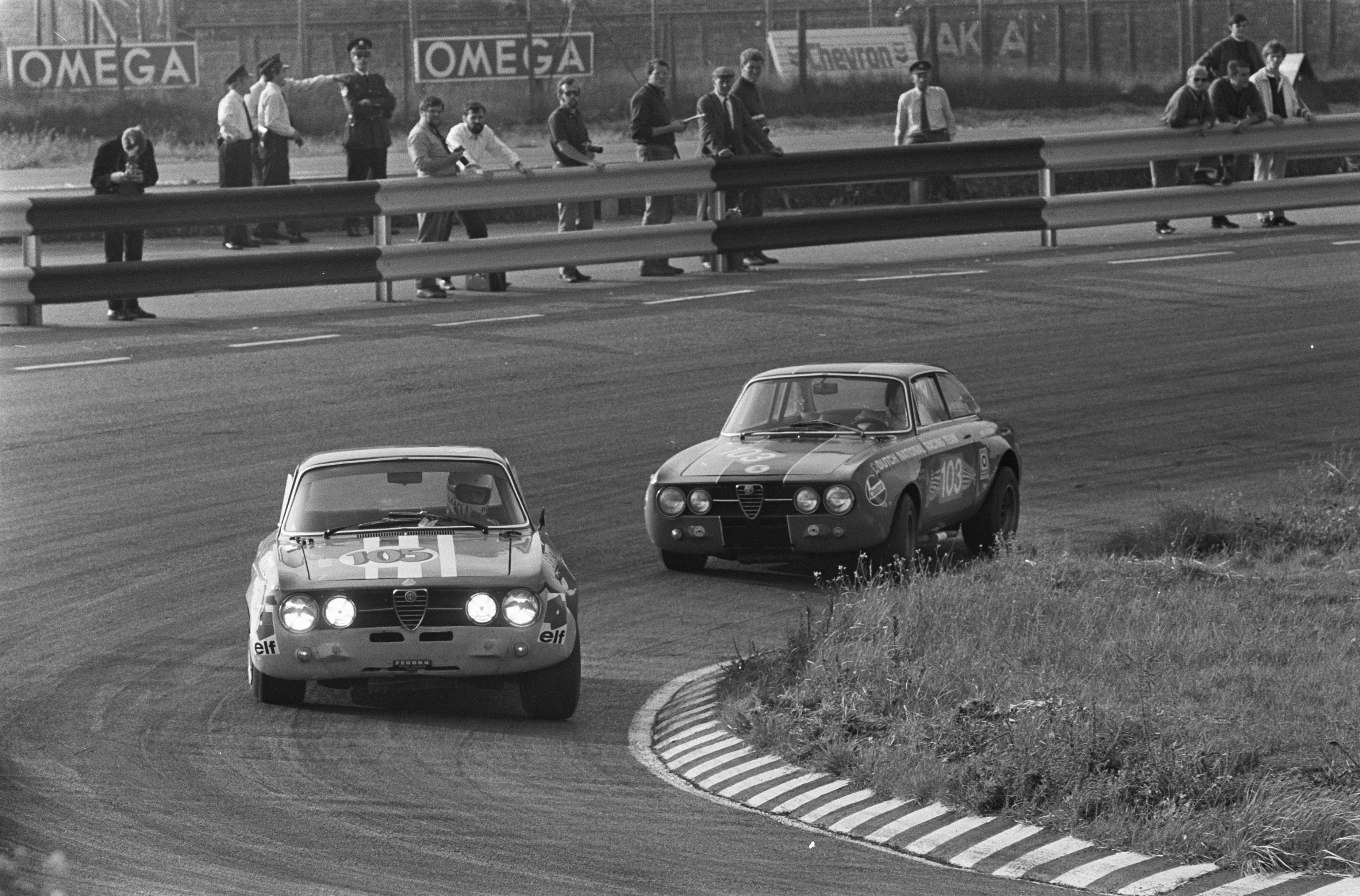
Zwei Giulia GTAs im Renneinsatz in Zandvoort

Der Alfa Romeo Giulia GTA (alternativ: Alfa Romeo GTA) ist eine für Motorsporteinsätze konzipierte Version des Bertone GT, die von 1965 bis 1972 angeboten wurde und in zwei Motorisierungen erhältlich war. Die GTAs stimmen stilistisch mit den Serienmodellen der „Kantenhauber“-Generation überein; reine GTA-Modelle mit glatter Fahrzeugfront gab es nicht (etwas anderes gilt für den GTAm). Die Fahrzeuge wurden bei Autodelta in Settimo Milanese aufgebaut. Sie sind etwa 250 kg leichter als die regulären GT-Versionen; das spiegelt die Bezeichnung GTA begrifflich wider: „A“ steht nach allgemeiner Ansicht für allegerita (erleichtert); einzelne Quellen meinen dagegen, das A stehe für Aluminium. Das niedrigere Gewicht wurde in erster Linie durch Karosserieteile aus Aluminiumblechen erreicht. Außerdem wurde die Innenausstattung reduziert, und einige Anbauteile wie Stoßstangen und Türgriffe fielen weg.
1965 erschien zunächst der 1600 GTA. Bei ihm ist der 1,6 Liter große Motorblock im Vergleich zu den Standardcoupés unverändert, allerdings hatte Autodelta einen neuen Zylinderkopf mit größeren Ventilen und Doppelzündung konstruiert. Die Verdichtung ist von 9,0 : 1 auf 9,7 : 1 angehoben. In der Homologationsversion leistet der Motor 115 PS (85 kW), im Renntrimm sind bis zu 170 PS (125 kW) möglich. Bis 1970 entstanden 500 Exemplare des 1600 GTA. 1968 brachte Alfa Romeo den 1300 GTA heraus. Bei ihm hatte Autodelta auch den Motorblock überarbeitet. Zwar entsprach der Hubraum des Motors mit 1290 cm³ dem des regulären 1300 GT Junior, allerdings waren Bohrung und Hub verändert worden. Anstelle der nahezu quadratischen Auslegung des Serienmotors ist der Vierzylinder des 1300 GTA damit kurzhubig ausgelegt (Bohrung × Hub 87 mm × 67,5 mm) und „außerordentlich drehfreudig“: Die Höchstdrehzahl dieser Version lag bei 7500 Umdrehungen pro Minute. In der Straßenausführung leistete der Motor des 1300 GTA 95 PS (70 kW), im Renntrimm werden bis zu 160 PS (118 kW) erreicht. Bis 1972 entstanden 447 Exemplare des 1300 GTA.
Die GTAs waren im Motorsport erfolgreich. Sie gewannen die Tourenwagen-Europameisterschaften 1967, 1969, 1970, 1971, 1972, 1978 und 1979; hinzu kommen über zwei Dutzend nationale Championate und viele weitere Titel. Zu den Piloten der GTA zählten u. a. Andrea de Adamich, Jochen Rindt, Ignazio Giunti und Nanni Galli, in Deutschland u. a. Jochen Mass, Harald Ertl und Gerhard Schüler. Für die Marke war der Alfa Romeo GTA ein wichtiger Imageträger.

### GTAm

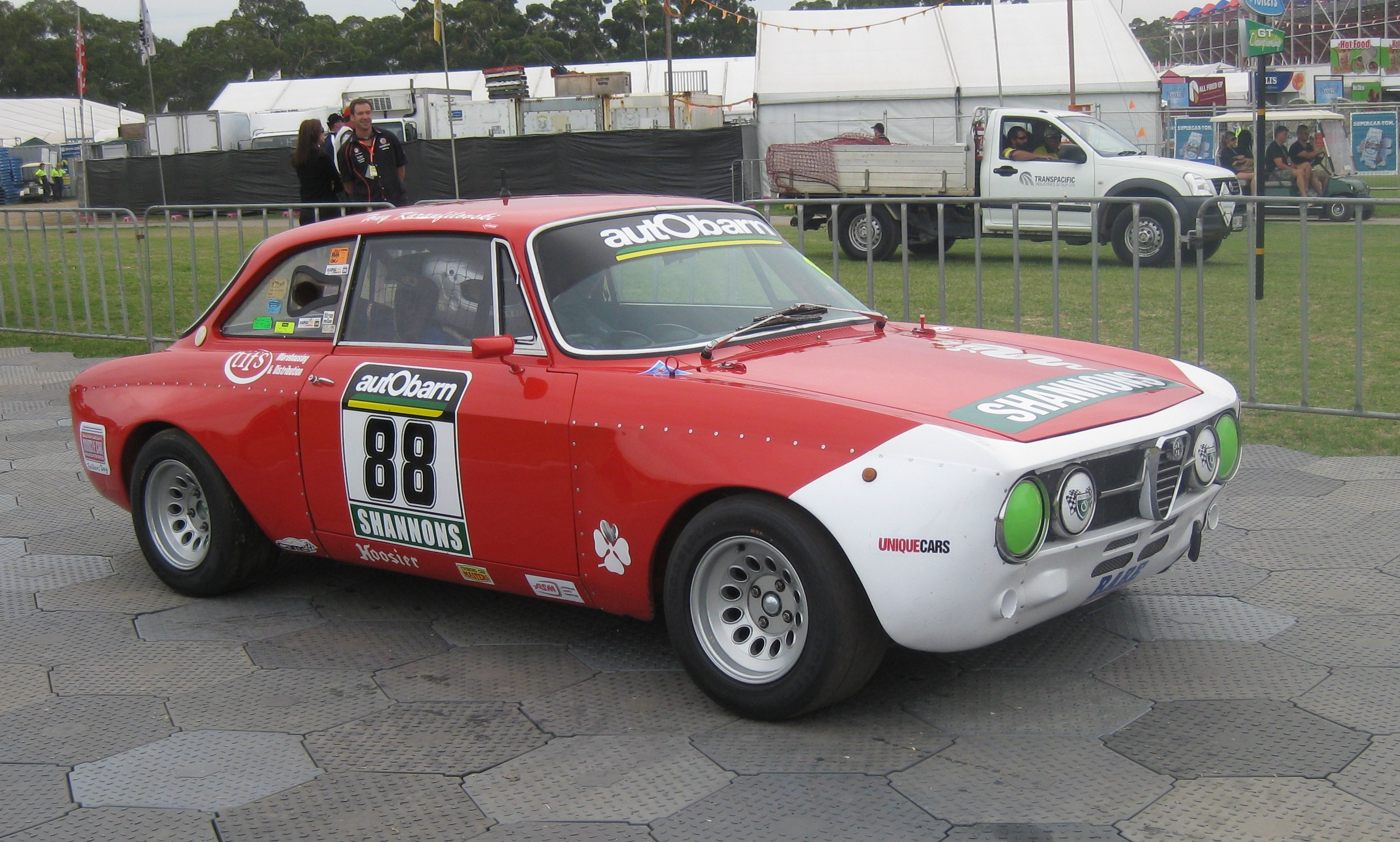
Alfa Romeo GTAm

Der GTAm ist eine weiterentwickelte Rennsportversion des GTA, von der 1970 und 1971 etwa 40 Stück hergestellt wurden. Der GTAm wird von einer 2,0 Liter großen Variante des Bialbero-Motors angetrieben, der nicht mit dem später eingeführten Serientriebwerk des 2000 GT Veloce identisch ist. Er basiert vielmehr unmittelbar auf dem 1,6-Liter-Block und übernimmt im Gegensatz zum Motor des 2000 GT Veloce auch dessen Zylinderabstände. Auch der Hubraum (1985 cm³) und das Verhältnis von Bohrung und Hub (84,5 mm × 88,5 mm) unterscheiden sich vom 2,0-Liter-Serientriebwerk. Der Zylinderkopf wurde neu konstruiert. Die Gemischaufbereitung übernimmt hier eine mechanische Benzineinspritzung von Spica, die auch bei den USA-Versionen der 1750 und 2000 GT Veloce zum Einsatz kam. Die Motorleistung liegt bei etwa 240 PS (177 kW). Anders als beim GTA 1300 und 1600 besteht die Karosserie des GTAm aus Stahlblech. Stilistisch entspricht sie den Glattfrontmodellen. Üblicherweise sind die vorderen und hinteren Kotflügel beziehungsweise Seitenteile ausgewölbt.

## Verwandte Modelle

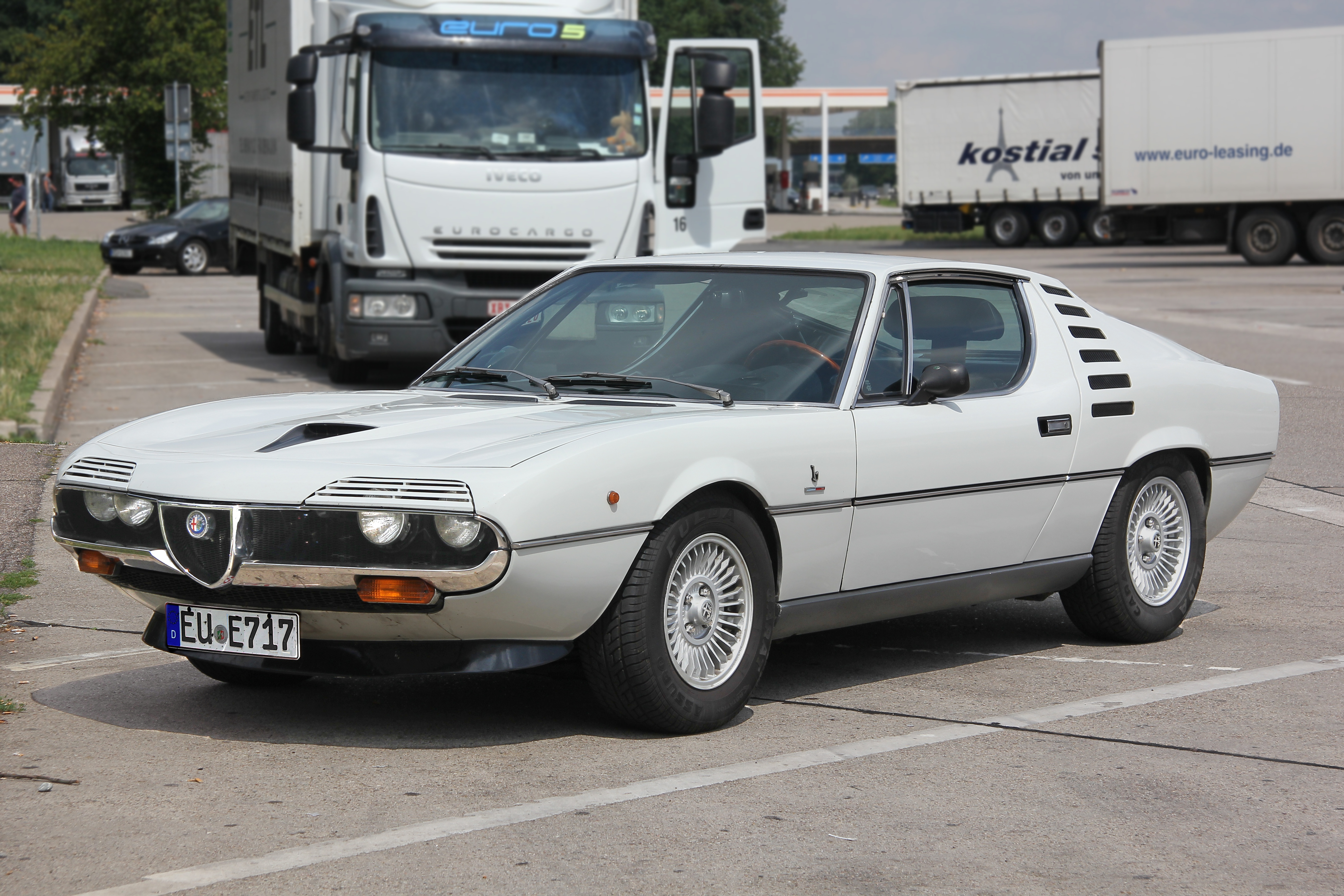
Alfa Romeo Montreal

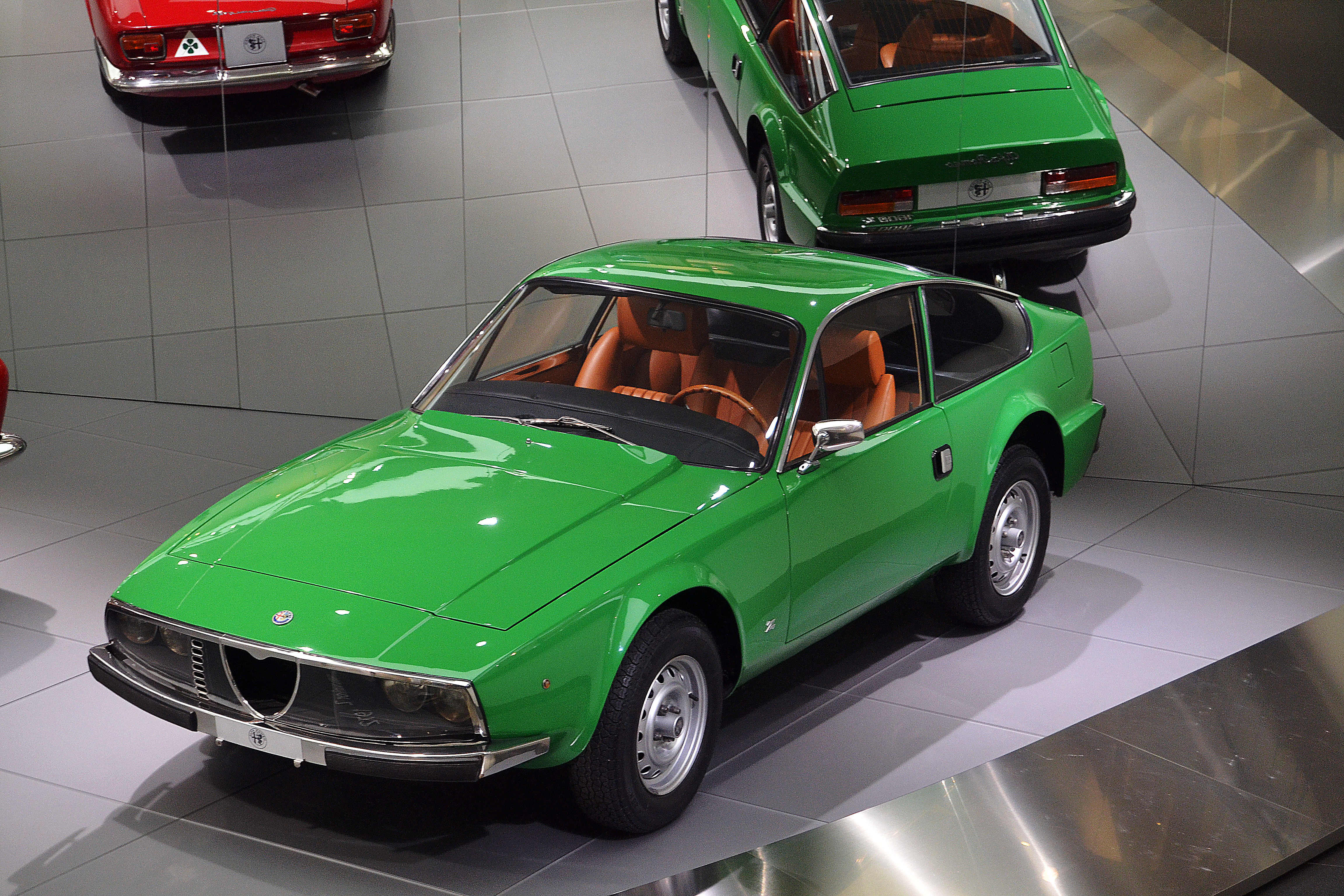
Alfa Romeo Junior Zagato

### Alfa Romeo Montreal
Ein mit dem Giulia GT verwandtes Modell ist das Sportcoupé Alfa Romeo Montreal, das 1967 anlässlich der Weltausstellung Expo 67 im kanadischen Montreal als Showcar gezeigt und ab 1970 in abgewandelter Form in Serie gefertigt wurde. Der Montreal ist mit seiner von Marcello Gandini gestalteten Karosserie äußerlich eigenständig. Er nutzt aber die Bodengruppe und die Fahrwerkstechnik des Giulia GT. Anstelle der Bialbero-Vierzylindermotoren kommt ein 2,6 Liter großer und 200 PS (147 kW) starker Achtzylinder-V-Motor zum Einsatz, der von der Antriebseinheit des Tipo 33 Stradale abgeleitet ist. Das Aufsehen erregend gestaltete Coupé verkaufte sich wegen seines hohen Preises, aber auch wegen der Auswirkungen der ersten Ölkrise nur schleppend. Die Produktion endete einigen Quellen zufolge bereits 1975, der Abverkauf zog sich aber bis 1977 hin.

### Alfa Romeo Junior Zagato
Mittelbare Verwandtschaft hat der Giulia GT auch zum Fließheckcoupé Junior Zagato, das von Zagato in Mailand entworfen und ab 1969 in Serie gebaut wurde. Der Zweisitzer basiert auf der Bodengruppe des Alfa Spider, die kürzer ist als die des geschlossenen Giulia GT, die Antriebstechnik wurde aber vom GT übernommen. Anfänglich war der Junior Zagato mit dem 1,3 Liter großen Bialbero-Motor erhältlich, ab 1972 mit der 1,6-Liter-Version. Insgesamt entstanden etwa 1500 Fahrzeuge, gut 1100 davon mit dem 1,3-Liter-Motor.

### Totem Alfa Romeo GT

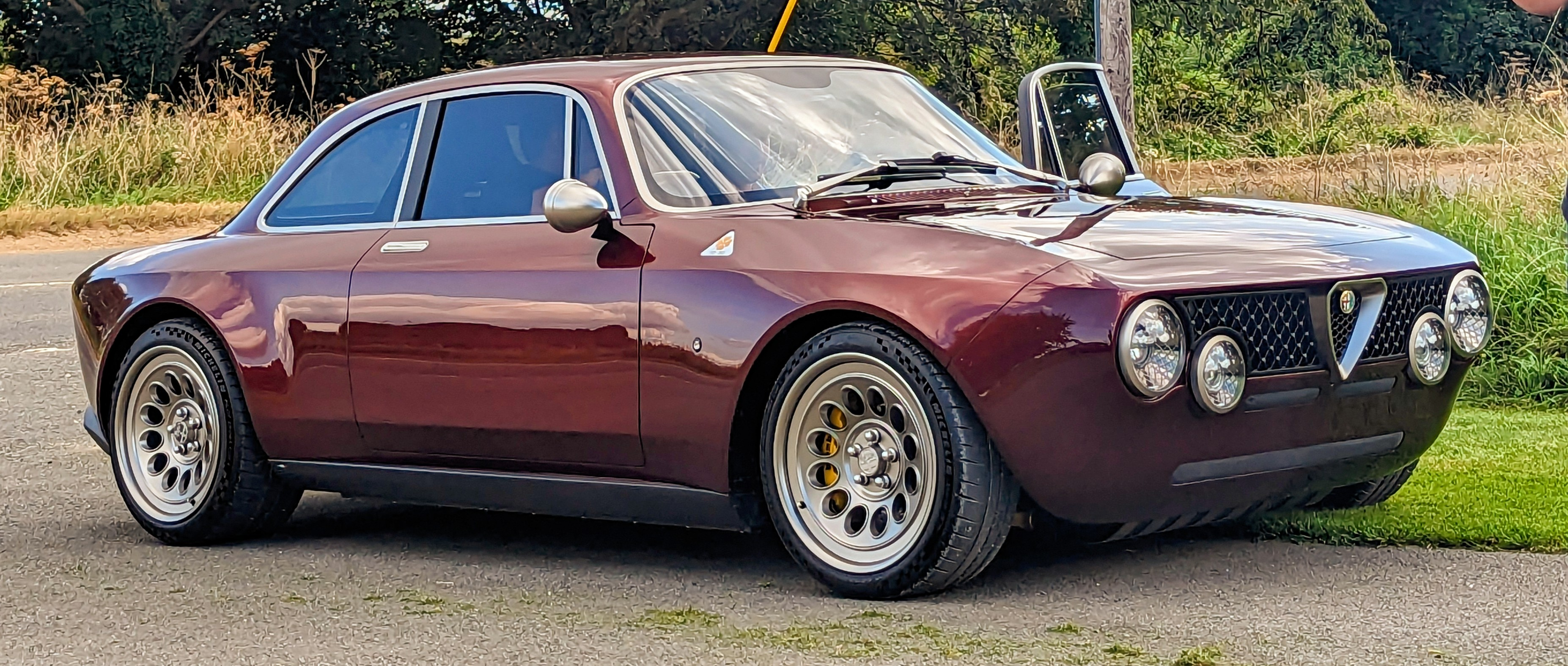
Restomod-Version des GT von Totem Automobili

2022 zeigte das italienische, nahe Venedig ansässige Unternehmen Totem Automobili erstmals eine elektrische Restomod-Version der Guilia GT; der Elektromotor leistet knapp 441 kW (600 PS). Zunächst waren 20 Wagen geplant. Ein Jahr später wurden sie auch mit 2,9-Liter-V6-Motor mit Turbolader und bis zu 595 kW (810 PS) angeboten.

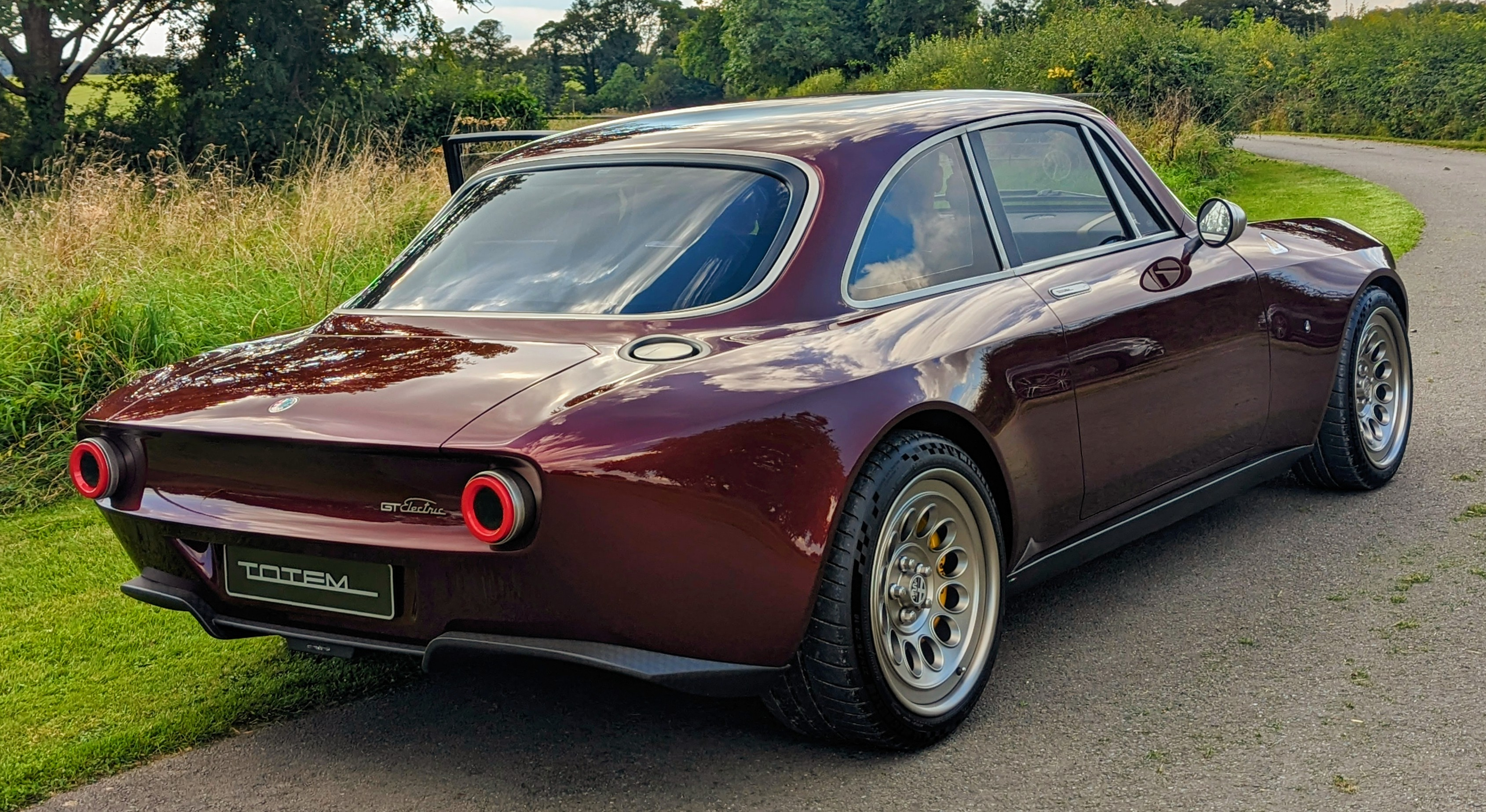
Heck mit LED-Rücklichtern
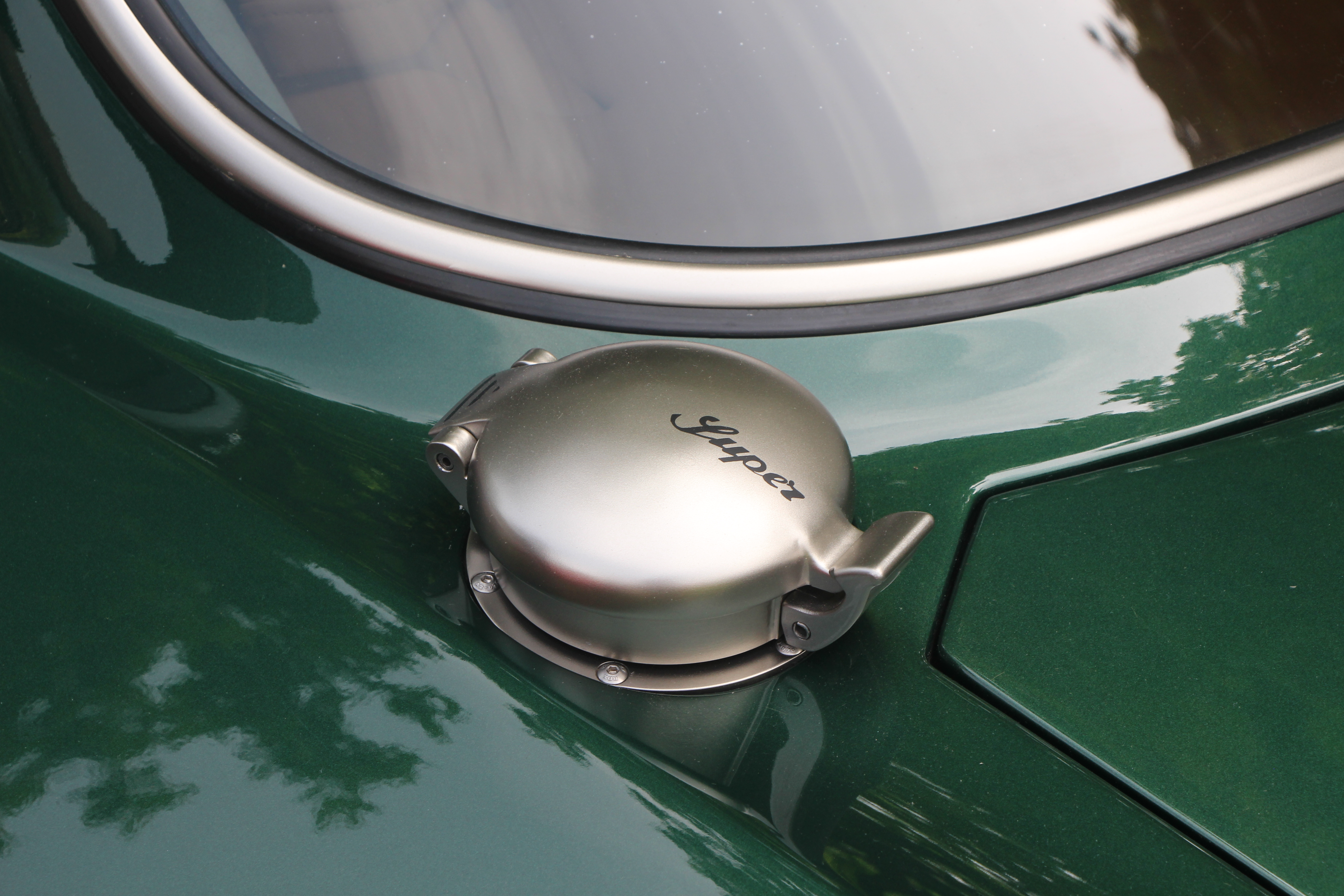
Tankverschluss eines Totem-GT Super
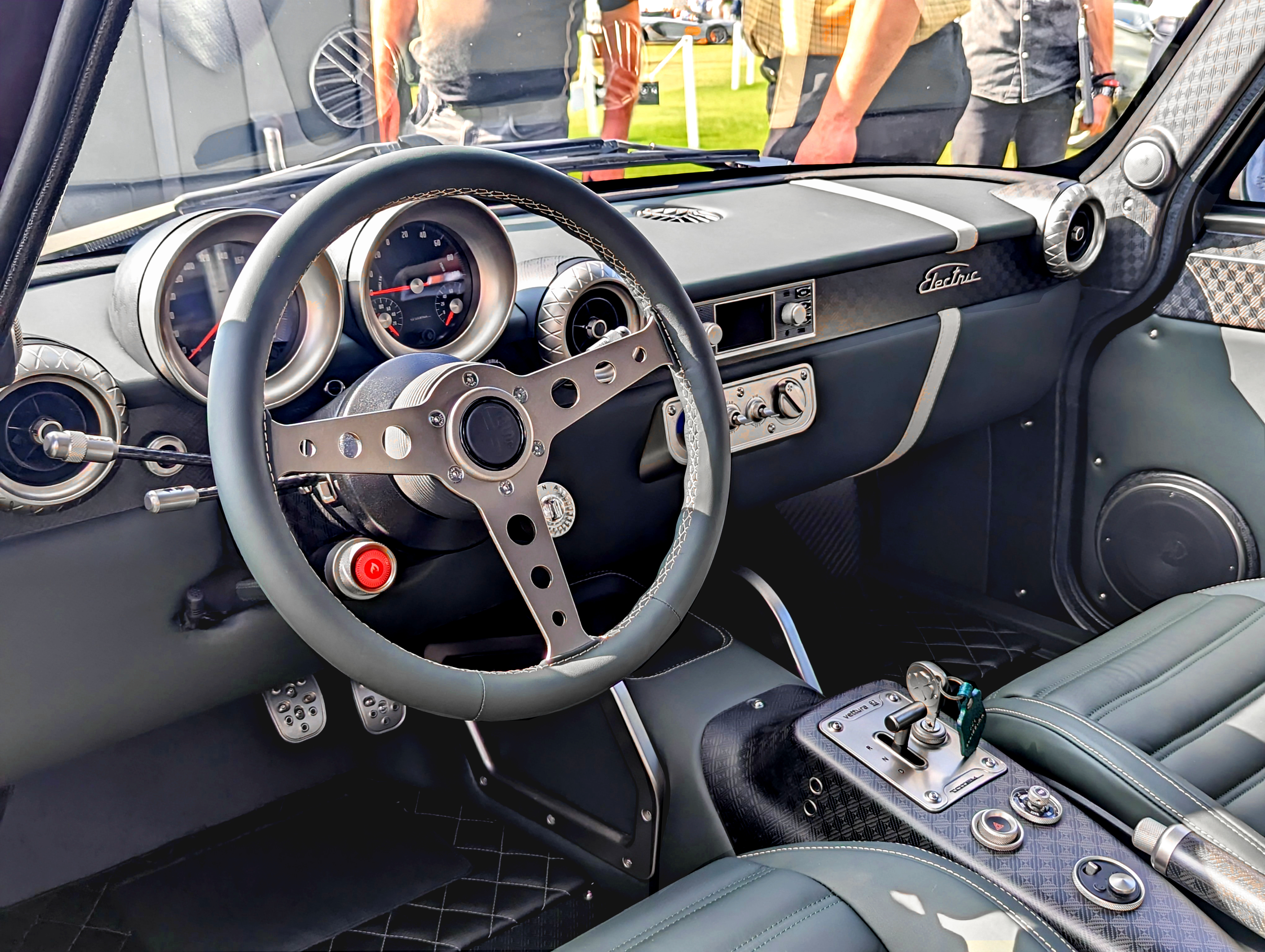
Sportlenkrad und Armaturenbrett mit Tachometer und Drehzahlmesser

## Produktion
In 15 Jahren produzierte Alfa Romeo, alle Varianten zusammengenommen, fast 225.000 Fahrzeuge der Giulia-GT-Reihe. Die Produktion verteilt sich auf die einzelnen Varianten wie folgt:
| Modell             | 1963       | 1964         | 1965         | 1966         | 1967       | 1968       | 1969       | 1970       | 1971       | 1972       | 1973       | 1974       | 1975       | 1976       | 1977       |
| ------------------ | ---------- | ------------ | ------------ | ------------ | ---------- | ---------- | ---------- | ---------- | ---------- | ---------- | ---------- | ---------- | ---------- | ---------- | ---------- |
| Sprint GT          | 21.542 Ex. | 21.542 Ex.   | 21.542 Ex.   | 21.542 Ex.   |            |            |            |            |            |            |            |            |            |            |            |
| 1300 GT Junior     |            |              |              | 92.053 Ex.   | 92.053 Ex. | 92.053 Ex. | 92.053 Ex. | 92.053 Ex. | 92.053 Ex. | 92.053 Ex. | 92.053 Ex. | 92.053 Ex. | 92.053 Ex. | 92.053 Ex. | 92.053 Ex. |
| 1600 GT Veloce     |            |              |              | 14.240 Ex.   | 14.240 Ex. | 14.240 Ex. |            |            |            |            |            |            |            |            |            |
| 1750 GT Veloce     |            |              |              |              | 44.265 Ex. | 44.265 Ex. | 44.265 Ex. | 44.265 Ex. | 44.265 Ex. | 44.265 Ex. |            |            |            |            |            |
| 2000 GT Veloce     |            |              |              |              |            |            |            |            |            | 37.459 Ex. | 37.459 Ex. | 37.459 Ex. | 37.459 Ex. | 37.459 Ex. | 37.459 Ex. |
| 1,6/1600 GT Junior |            |              |              |              |            |            |            |            |            | 14.299 Ex. | 14.299 Ex. | 14.299 Ex. | 14.299 Ex. |            |            |
| GTC                |            | ca. 1000 Ex. | ca. 1000 Ex. | ca. 1000 Ex. |            |            |            |            |            |            |            |            |            |            |            |
| 1600 GTA           |            |              | 500 Ex.      | 500 Ex.      | 500 Ex.    | 500 Ex.    | 500 Ex.    | 500 Ex.    |            |            |            |            |            |            |            |
| 1300 GTA           |            |              |              |              |            | 447 Ex.    | 447 Ex.    | 447 Ex.    | 447 Ex.    | 447 Ex.    |            |            |            |            |            |
| GTAm               |            |              |              |              |            |            |            | 40 Ex.     | 40 Ex.     |            |            |            |            |            |            |

## Technische Daten
Die Modelle der Giulia-GT-Reihe haben technisch eine Reihe von Gleichteilen mit der Giulia Berlina. Wegen der eigenständigen, kürzeren Karosserie ergeben sich allerdings abweichende technische Daten.
| Alfa Romeo Giulia GT                | Alfa Romeo Giulia GT                                                            | Alfa Romeo Giulia GT                                                            | Alfa Romeo Giulia GT                                                            | Alfa Romeo Giulia GT                                                            | Alfa Romeo Giulia GT                                                            | Alfa Romeo Giulia GT                                                            | Alfa Romeo Giulia GT                                                            | Alfa Romeo Giulia GT                                                            | Alfa Romeo Giulia GT                                                            | Alfa Romeo Giulia GT                                                            |
|                                     | 1300 GT Junior                                                                  | Giulia Sprint GT                                                                | 1600 GT Veloce                                                                  | 1,6/1600 GT Junior                                                              | 1750 GT Veloce                                                                  | 2000 GT Veloce                                                                  | GTC                                                                             | 1600 GTA                                                                        | 1300 GTA                                                                        | GTAm                                                                            |
| ----------------------------------- | ------------------------------------------------------------------------------- | ------------------------------------------------------------------------------- | ------------------------------------------------------------------------------- | ------------------------------------------------------------------------------- | ------------------------------------------------------------------------------- | ------------------------------------------------------------------------------- | ------------------------------------------------------------------------------- | ------------------------------------------------------------------------------- | ------------------------------------------------------------------------------- | ------------------------------------------------------------------------------- |
| Motorart                            | Ottomotor                                                                       | Ottomotor                                                                       | Ottomotor                                                                       | Ottomotor                                                                       | Ottomotor                                                                       | Ottomotor                                                                       | Ottomotor                                                                       | Ottomotor                                                                       | Ottomotor                                                                       | Ottomotor                                                                       |
| Motorbauart                         | Reihenvierzylinder                                                              | Reihenvierzylinder                                                              | Reihenvierzylinder                                                              | Reihenvierzylinder                                                              | Reihenvierzylinder                                                              | Reihenvierzylinder                                                              | Reihenvierzylinder                                                              | Reihenvierzylinder                                                              | Reihenvierzylinder                                                              | Reihenvierzylinder                                                              |
| Hubraum                             | 1290 cm³                                                                        | 1570 cm³                                                                        | 1570 cm³                                                                        | 1570 cm³                                                                        | 1779 cm³                                                                        | 1962 cm³                                                                        | 1570 cm³                                                                        | 1570 cm³                                                                        | 1290 cm³                                                                        | 1985 cm³                                                                        |
| Bohrung × Hub                       | 74 mm × 75 mm                                                                   | 78 mm × 82 mm                                                                   | 78 mm × 82 mm                                                                   | 78 mm × 82 mm                                                                   | 80 mm × 88,5 mm                                                                 | 84 mm × 88,5 mm                                                                 | 78 mm × 82 mm                                                                   | 78 mm × 82 mm                                                                   | 87 mm × 67,5 mm                                                                 | 84,5 mm × 88,5 mm                                                               |
| max. Leistung                       | 87 PS (64 kW)                                                                   | 106 PS (78 kW) 102 PS (75 kW)                                                   | 109 PS (80 kW)                                                                  | 109 PS (80 kW)                                                                  | 113 PS (83 kW)                                                                  | 131 PS (96 kW)                                                                  | 109 PS (80 kW)                                                                  | 115 PS (85 kW)                                                                  | 95 PS (70 kW)                                                                   | 240 PS (177 kW)                                                                 |
| Gemischaufbereitung                 | Zwei Doppelvergaser                                                             | Zwei Doppelvergaser                                                             | Zwei Doppelvergaser                                                             | Zwei Doppelvergaser                                                             | Zwei Doppelvergaser USA: mechanische Benzineinspritzung                         | Zwei Doppelvergaser USA: mechanische Benzineinspritzung                         | Zwei Doppelvergaser                                                             | Zwei Doppelvergaser                                                             | Zwei Doppelvergaser                                                             | mechanische Benzineinspritzung                                                  |
| Ventilsteuerung                     | zwei obenliegende Nockenwellen, Kettenantrieb                                   | zwei obenliegende Nockenwellen, Kettenantrieb                                   | zwei obenliegende Nockenwellen, Kettenantrieb                                   | zwei obenliegende Nockenwellen, Kettenantrieb                                   | zwei obenliegende Nockenwellen, Kettenantrieb                                   | zwei obenliegende Nockenwellen, Kettenantrieb                                   | zwei obenliegende Nockenwellen, Kettenantrieb                                   | zwei obenliegende Nockenwellen, Kettenantrieb                                   | zwei obenliegende Nockenwellen, Kettenantrieb                                   | zwei obenliegende Nockenwellen, Kettenantrieb                                   |
| Kühlung                             | Wasserkühlung                                                                   | Wasserkühlung                                                                   | Wasserkühlung                                                                   | Wasserkühlung                                                                   | Wasserkühlung                                                                   | Wasserkühlung                                                                   | Wasserkühlung                                                                   | Wasserkühlung                                                                   | Wasserkühlung                                                                   | Wasserkühlung                                                                   |
| Schaltung                           | handgeschaltetes Fünfganggetriebe, Knüppelschaltung                             | handgeschaltetes Fünfganggetriebe, Knüppelschaltung                             | handgeschaltetes Fünfganggetriebe, Knüppelschaltung                             | handgeschaltetes Fünfganggetriebe, Knüppelschaltung                             | handgeschaltetes Fünfganggetriebe, Knüppelschaltung                             | handgeschaltetes Fünfganggetriebe, Knüppelschaltung                             | handgeschaltetes Fünfganggetriebe, Knüppelschaltung                             | handgeschaltetes Fünfganggetriebe, Knüppelschaltung                             | handgeschaltetes Fünfganggetriebe, Knüppelschaltung                             | handgeschaltetes Fünfganggetriebe, Knüppelschaltung                             |
| Radaufhängung vorn                  | Einzelradaufhängung, Querlenker, Schraubenfedern, Teleskopstoßdämpfer           | Einzelradaufhängung, Querlenker, Schraubenfedern, Teleskopstoßdämpfer           | Einzelradaufhängung, Querlenker, Schraubenfedern, Teleskopstoßdämpfer           | Einzelradaufhängung, Querlenker, Schraubenfedern, Teleskopstoßdämpfer           | Einzelradaufhängung, Querlenker, Schraubenfedern, Teleskopstoßdämpfer           | Einzelradaufhängung, Querlenker, Schraubenfedern, Teleskopstoßdämpfer           | Einzelradaufhängung, Querlenker, Schraubenfedern, Teleskopstoßdämpfer           | Einzelradaufhängung, Querlenker, Schraubenfedern, Teleskopstoßdämpfer           | Einzelradaufhängung, Querlenker, Schraubenfedern, Teleskopstoßdämpfer           | Einzelradaufhängung, Querlenker, Schraubenfedern, Teleskopstoßdämpfer           |
| Radaufhängung hinten                | Starrachse, Längslenker, Reaktionsdreieck, Schraubenfedern, Teleskopstoßdämpfer | Starrachse, Längslenker, Reaktionsdreieck, Schraubenfedern, Teleskopstoßdämpfer | Starrachse, Längslenker, Reaktionsdreieck, Schraubenfedern, Teleskopstoßdämpfer | Starrachse, Längslenker, Reaktionsdreieck, Schraubenfedern, Teleskopstoßdämpfer | Starrachse, Längslenker, Reaktionsdreieck, Schraubenfedern, Teleskopstoßdämpfer | Starrachse, Längslenker, Reaktionsdreieck, Schraubenfedern, Teleskopstoßdämpfer | Starrachse, Längslenker, Reaktionsdreieck, Schraubenfedern, Teleskopstoßdämpfer | Starrachse, Längslenker, Reaktionsdreieck, Schraubenfedern, Teleskopstoßdämpfer | Starrachse, Längslenker, Reaktionsdreieck, Schraubenfedern, Teleskopstoßdämpfer | Starrachse, Längslenker, Reaktionsdreieck, Schraubenfedern, Teleskopstoßdämpfer |
| Bremsen                             | vorn und hinten Scheibenbremsen, servounterstützt                               | vorn und hinten Scheibenbremsen, servounterstützt                               | vorn und hinten Scheibenbremsen, servounterstützt                               | vorn und hinten Scheibenbremsen, servounterstützt                               | vorn und hinten Scheibenbremsen, servounterstützt                               | vorn und hinten Scheibenbremsen, servounterstützt                               | vorn und hinten Scheibenbremsen, servounterstützt                               | vorn und hinten Scheibenbremsen, servounterstützt                               | vorn und hinten Scheibenbremsen, servounterstützt                               | vorn und hinten Scheibenbremsen, servounterstützt                               |
| Karosserie                          | selbsttragend, Stahlblech                                                       | selbsttragend, Stahlblech                                                       | selbsttragend, Stahlblech                                                       | selbsttragend, Stahlblech                                                       | selbsttragend, Stahlblech                                                       | selbsttragend, Stahlblech                                                       | selbsttragend, Stahlblech                                                       | selbsttragend, Stahlblech und Aluminium                                         | selbsttragend, Stahlblech und Aluminium                                         | selbsttragend, Stahlblech                                                       |
| Radstand                            | 2350 mm                                                                         | 2350 mm                                                                         | 2350 mm                                                                         | 2350 mm                                                                         | 2350 mm                                                                         | 2350 mm                                                                         | 2350 mm                                                                         | 2350 mm                                                                         | 2350 mm                                                                         | 2350 mm                                                                         |
| Abmessungen (Länge × Breite × Höhe) | 4080 mm × 1580 mm × 1315 mm                                                     | 4080 mm × 1580 mm × 1315 mm                                                     | 4080 mm × 1580 mm × 1315 mm                                                     | 4080 mm × 1580 mm × 1315 mm                                                     | 4080 mm × 1580 mm × 1315 mm                                                     | 4080 mm × 1580 mm × 1315 mm                                                     | 4080 mm × 1580 mm × 1315 mm                                                     | 4080 mm × 1580 mm × 1315 mm                                                     | 4080 mm × 1580 mm × 1315 mm                                                     | 4080 mm × 1580 mm × 1315 mm                                                     |
| Höchstgeschwindigkeit               | 175 km/h                                                                        | 180 km/h                                                                        | 180 km/h                                                                        | 180 km/h                                                                        | 185 km/h                                                                        | 200 km/h                                                                        |                                                                                 |                                                                                 |                                                                                 | 230 km/h                                                                        |